# Vogelfell

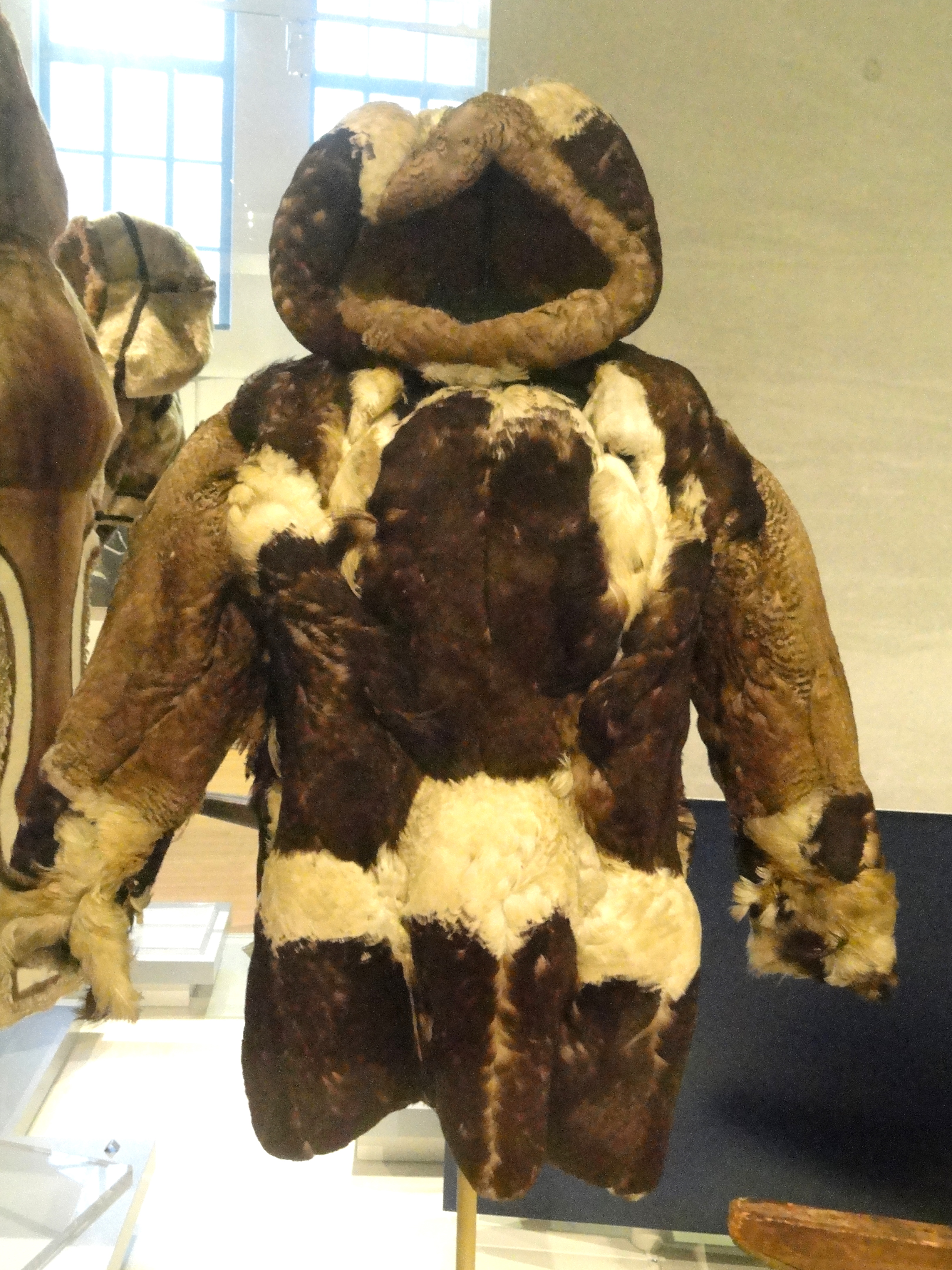
Männerparka der Qikirtamiut aus ungerupftem Eiderentenfell, Belcherinseln, Kanada, aus dem Jahr 1914, ausgestellt im Royal Ontario Museum

Als Vogelfell wird in der Pelzwirtschaft die abgezogene, befiederte Haut eines Vogels bezeichnet. In den letzten Jahrzehnten fand jedoch eine Verwendung von Vogelfellen bei der Herstellung von Kleidung nicht mehr in merklichem Umfang statt. Bereits 1970 wurde ihre Nutzung als „nur noch verhältnismäßig selten als Garnitur für Morgenröcke oder Festkleidung von Teenagern“ erwähnt.
Vogelfelle können, wie Säugetierfelle, durch Gerben haltbar gemacht werden, galten aber als „ein wenig dauerhaftes Pelzwerk“. Infrage kamen nur solche Arten, die über ein volles und gut ausgebildetes Brust- und Bauchgefieder verfügen, denn dieses „hält warm, ist geschmeidig, leicht und seidenweich und spricht zudem mit seinem weißen oder doch lichten Farben voll hohen Glanzes sehr an“. Im Gegensatz zur Gewinnung fast aller Säugetierpelze wurden Vogelfelle am Rücken aufgeschnitten, um die bessere Bauchseite zu schonen.
Da die Feder als Wärmeisolator dem Haar bedeutend überlegen ist, wurden Federfelle in extrem kalten Gegenden, trotz der geringen Haltbarkeit, selbst dort genutzt, wo Pelztiere in reichem Umfang vorhanden waren. Insbesondere in Küstengebieten und auf den Inseln des hohen Nordens war dies schon „frühzeitig“ der Fall, wo neben Vögeln auch Seehunde, Polarfüchse, Eisbären und andere Säugetiere für die Gewinnung von Pelzen bejagt wurden. Lieferanten der Vogelfelle waren vor allem Eiderenten, Grebes, Gänse, Möwen und Schwäne.
Ganz besonders zwischen etwa 1840 und 1890 wurden in den Städten Europas und Nordamerikas die Felle einiger Vogelarten in nennenswertem Umfang von Kürschnern zu Kleidungsstücken verarbeitet. Junge Damen trugen seinerzeit eine Garnitur, bestehend aus einem Barett, einem dazu passenden kleinen Muff und einer schmalen Krawatte aus dem weißglänzenden, an den Seiten ins Blaugraue oder Rotbraune verlaufenden Brust- und Bauchgefieder des Haubentauchers (seinerzeit ‚Haubensteißfuß‘ genannt).
Seit der Entstehung der modernen Biologie am Ende des 18. Jahrhunderts werden befiederte Vogelhäute, die auch Vogelbälge genannt werden, von biologischen Präparatoren konserviert und teils zu Ganzkörperpräparaten für Forschungs- und Lehrzwecke weiterverarbeitet. Vogelbälge sind in der Ornithologie eine wichtige Informationsquelle für die Artbestimmung und -definition. Daneben dienen „ausgestopfte Vögel“ zur Dekoration.

## Geschichte
Wurde im Mittelhochdeutschen neben Pelz (belz, bellez, belliz) das Wort Feder (veder) gebraucht, handelte es sich nicht um Flaum, wofür es angebracht wäre, sondern um weiches Pelzwerk. Man findet sowohl „ein veder wîzer dan ein swân“ wie „ein veder hermin“ (= Hermelin).
Im Eremitage Museum Sankt Petersburg befindet sich eine 60 Zentimeter lange und 30 Zentimeter breite Schürze aus Vogelfellen aus Burjatien [Buryat], Sibirien, die laut Gorbatcheva/Federova auf das erste Jahrhundert vor Christi datiert wurde.
Der deutsche Gelehrte Adam Olearius gab 1647 eine Beschreibung der muscowitischen und persischen Reise heraus. Die 2. Ausgabe erweiterte er mit einem ganzen Kapitel über die Eskimos, ihre Kleidung, Gewohnheiten, Sprache, ihr Gewerbe usw. Seine gründliche Darstellung ist die erste eingehende Schilderung der Grönländer und ihrer Lebensweise: „Was ihre Kleider anbelangt, so sind sie aus Seehund und Rentierfell, dessen Haardecke wie bei den Samojeden nach außen gekehrt ist, hergestellt. Innen sind sie mit Vogelfell gefüttert, besonders von Schwänen, wilden Gänsen, Enten und Möwen. Im Sommer werden auch die Federn nach außen gekehrt“.
Im südlichen Grönland tragen die Männer der Inuit seit alters her einen langen Pelz um den Oberkörper, den sogenannten Timiak, der meistens aus Fellen der Eiderente genäht wird. Die starren Deckfedern werden dafür ausgerupft, so dass nur die weichen Daunen erhalten bleiben. Diesen Hemden war eine mit Hundefell eingefasste Kapuze angesetzt. Fridtjof Nansen schrieb, dass auch die Felle von Kormoranen genutzt wurden, sowie bei der Seefahrt in den Kajaks vorwiegend solche von nordischen Dohlenarten. Von den in den südlichen Meeren die Schiffe begleitenden Albatrossen wurde berichtet, dass die Matrosen sie häufig fingen, um sich aus den Fellen wärmende Decken zu machen. Eine ähnliche Verwendung fanden in Norwegen und Schweden früher auch die gerupften Felle der meist lebhaft gefärbten Eiderenten.
Felle von Eiderenten, Lummen und anderen Vögeln wurden von den Eskimos für Strümpfe und Überziehslipper benutzt, wenn keine Karibufelle verfügbar waren. Slipper aus Vogelfellen erfordern nur wenig Näharbeit. Vogelfellmützen wurden unter anderem auf der Québec-Labrador-Halbinsel getragen, wo Inuit und Innu (Naskapi- und Montagnais-Indianer) zusammenleben.
Die Sehnen zum Nähen der Kleidung bewahrten die Eskimos häufig in einem Beutel aus einem Vogelbalg auf, Anfang der 1990er Jahre war dies noch bei einigen Frauen der Sanikiluaq in Gebrauch. Dafür wurde einem Eistaucher die Haut abgezogen, die dann wie ein Schlauch aussah. Die Bein- und Flügellöcher wurden zugenäht. An der verbliebenen Öffnung wurde als Abschluss ein Stück Robbenfell oder Stoff angenäht. Der Sehnenbeutel wurde mit den Federn nach innen verwendet, er schütze die Sehnen vor dem Austrocknen und Hartwerden.
Von den Samojeden im westlichen Sibirien heißt es 1776:
Die Winterkleider sind gewöhnlich von Renthierfellen, Fuchs oder anderem Pelzwerk, meistens mit weißem, langhaarigem Pelzwerk von Hunden oder Wolfsbäuchen verbremet, theils auch von den Bäuchen der Taucher und anderen Wasservögel, immer übereinandergeschlagen, die Haare oder Federn nach außen und mit einem Gürtel um den Leib befestigt. Die Federkleider sowie die Pelzkleider einiger oft nach jakutischer Weise mit gefärbten langen Haaren befranget und auf Nähten besetzt.
Auch von den Azteken ist die Verwendung von Vogelpelzen bekannt.
Anders als die Bewohner kalter Gegenden, wie Eskimos und Feuerländer, die ihre Federkleidung wegen der besseren Wärmewirkung stets nur aus ganzen Fellen fertigten, wurden die teils prächtigen Federkleider der Südseebewohner nicht aus Vogelfellen gearbeitet, sondern aus ausgerupften Flügelfedern gewebt.
Für Deutschland wird in einer Beschreibung der verschiedenen Berufe von 1762 zwar aufgeführt: „Die Materialien des Kirschners kommen aus dem so weitleuftigen Thierreiche her, mit der Einschränkung, dass er allein die haarigen vierfüssigen Thiere daraus gebraucht“, einige Seiten später sind jedoch als „vornehmste Felle“ die Schwanenfelle erwähnt, aus denen man „Frauensmuffen“ macht. Auch werden dort weitere Vogelarten erwähnt. In Holland, wo die schönsten Schwanenfelle herkamen, beschäftigte sich noch in den 1920er Jahren eine eigene Industrie mit der Gewinnung der Schwanenfelle und der Produktion von Schwanenfellbesätzen.

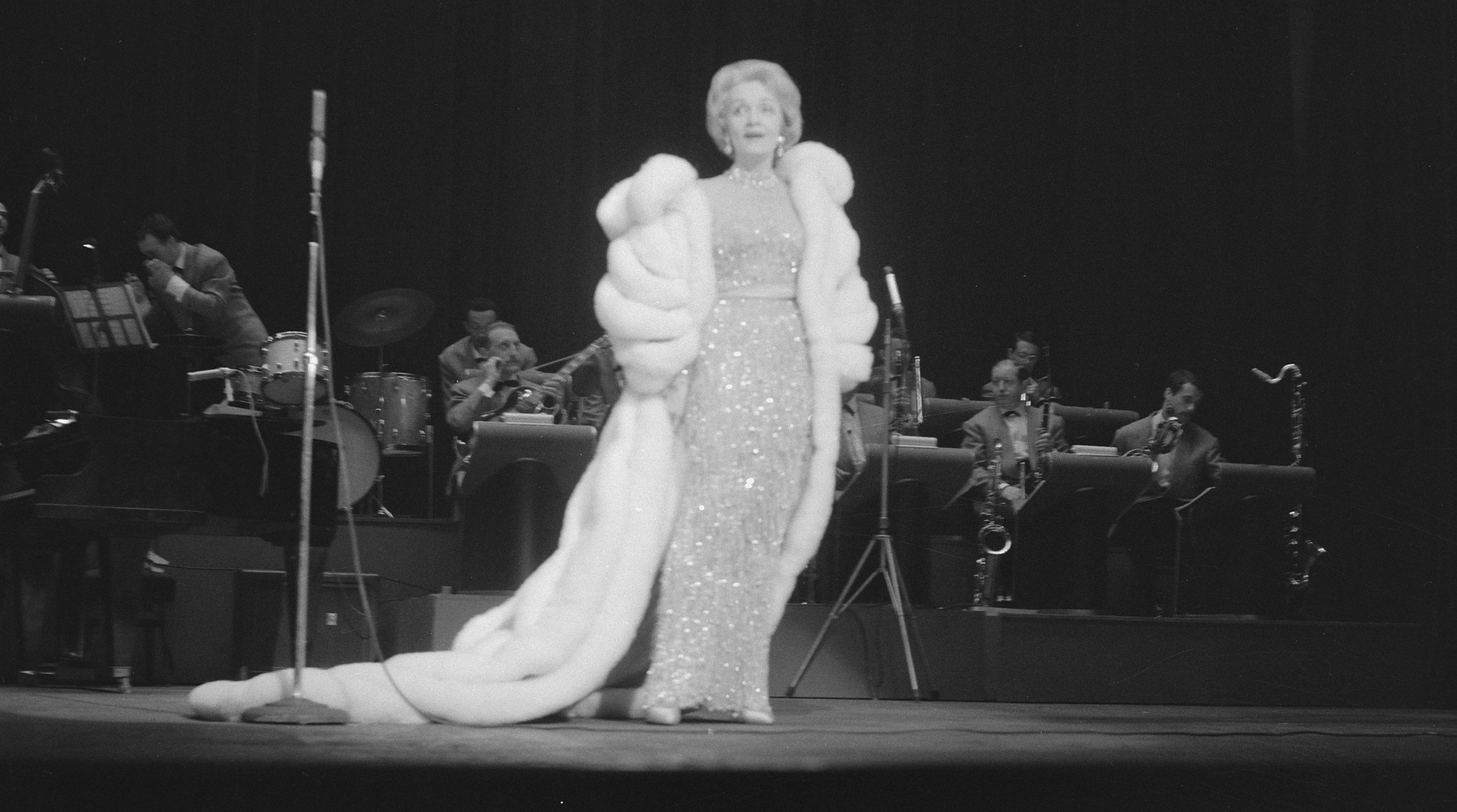
Marlene Dietrich im „Schwanenpelz“ (1960)

In Skandinavien wurden die Felle junger Eidergänse und Eiderenten „zu schönen Decken in allen Formen zusammengestellt, denen man noch zur Verschönerung und Vervollständigung Kanten von besonders farbenprächtigen Vogelarten anfügt und welche Decken besonders von den, den hohen Norden besuchenden Fremden gern gekauft werden“ (1895). Der Kürschner Hanicke schrieb damals, dass in derselben Manier auch die Vogelhälse der sogenannten Flossentaucher und die prächtig grünschimmernden Kormorane, die Pinguine, sowie die sogenannten schwarzblauen Trauergrebesse oder Trauerenten verarbeitet wurden.
In der westlichen Mode wurden Vogelfelle hauptsächlich für Kleinteile, wie Muffe, Schals, Verbrämungen von Kleidung und Kopfbedeckungen sowie für Kragen und Besätze eingesetzt. In der Kindermode spielten sie in gleicher Verwendung zeitweilig eine recht bedeutende Rolle. Im 19. Jahrhundert wurden häufig auch kleine Damencapes daraus gefertigt. Als die Mode Ende des Jahrhunderts längere und bauschigere Capes bevorzugte, wurden Vogelfelle dafür weniger genutzt, weil auch Capes aus den Fellen des Grebes zu schwer und nicht gefügig genug ausgefallen wären.
Mitte der 1950er Jahre trat Marlene Dietrich in London in einem transparenten Chiffonkleid auf, das über und über mit Rheinkiesel und anderem Strass bestickt war; darüber eine gewaltige Stola aus Schwanenpelz von Christian Dior. Als sie dann im Jahr 1960 zum ersten Mal nach ihrer Emigration wieder nach Deutschland kam, trug sie bei einer Vorstellung im West-Berliner Titania-Palast einen vielbeachteten „Schwanenpelz“, „aus 5000 Schwanendunen“ gearbeitet. Auch dieser Mantel besteht nicht aus einzelnen Daunen, sondern ist aus gerupften Vogelfellen und Stoff hergestellt. Nach einem Eierwurf auf ihre Person antwortete sie einem Reporter auf die Frage, ob sie Angst vor einem Anschlag hätte: „Angst? Nein, ich habe keine Angst. Nicht vor den Deutschen, nur um meinen Schwanenmantel, aus dem ich Eier- oder Tomatenflecken kaum herausbekommen würde, um den habe ich etwas Angst.“
Weniger spektakulär und bekannt geworden ist der Schwanenpelz der Clara Schumann. Das inzwischen stark lädierte Cape der deutschen Pianistin und Komponistin, Ehefrau des Komponisten Robert Schumann, befindet sich heute im Düsseldorfer Heinrich-Heine-Institut.
Noch 1955 beschäftigten sich russische Mitarbeiter des Laboratoriums für Warenkunde im Forschungsinstitut für Jagdwesen mit der Verarbeitung von Vogelfellen in der Kürschnerei. Sie entwickelten dazu ein Verfahren zum Abhäuten und Konservieren der Bälge und fertigten Musterstücke, „die sich beim Tragen gut bewährt haben“ und „vielen Säugetierarten in der Qualität nicht nachstehen“. In dem Zusammenhang wurde erwähnt, dass es in der Sowjetunion etwa 40 Arten von Vögeln gibt, deren Bälge sich zur Herstellung von „Winter»pelzen«“ eignen: „Dazu gehören neben anderen die Polarenten, Haubentaucher, Möwen, Seeraben, Pelikane, sowie Enten und Gänse“.

Vogelfellkleidung nordischer Völker
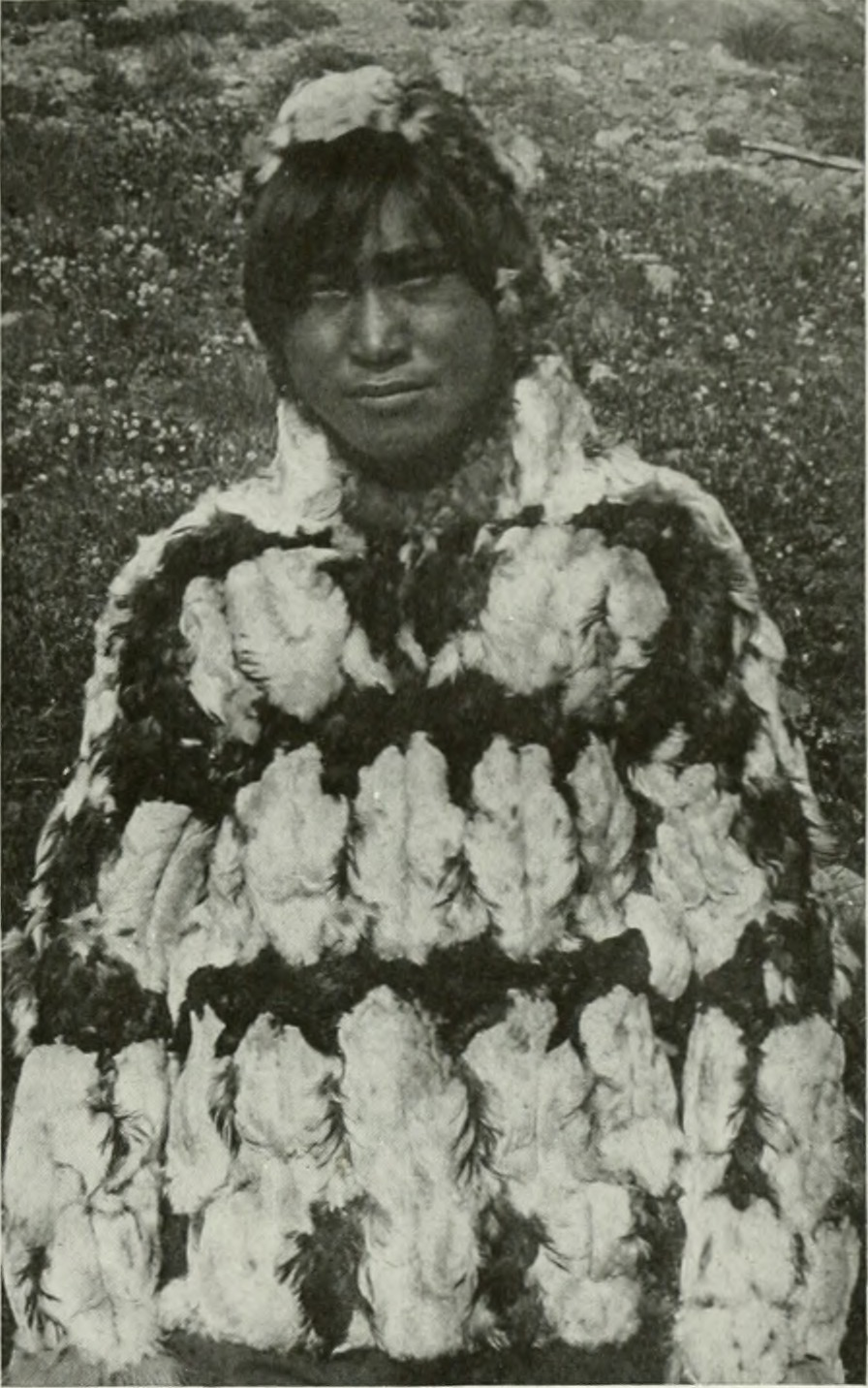
Junger Inuit mit Anorak aus Krabbentaucher (Anfang 1900)
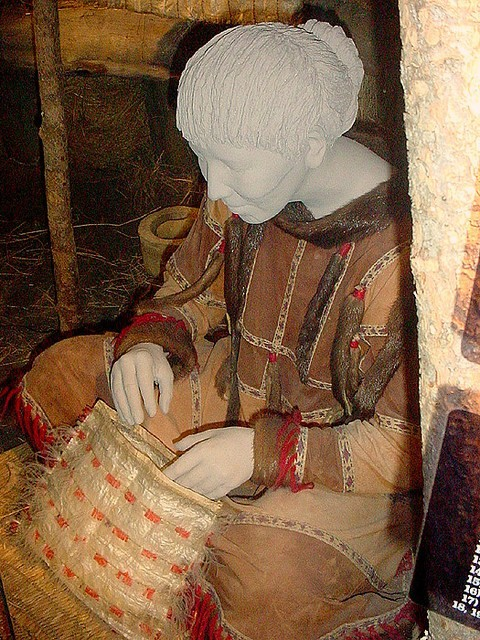
Aleuten, ein „Sax“ genannter Parka aus Grebes (Federn nach innen?) mit Seeotter verbrämt (Anchorage Museum of History and Art)
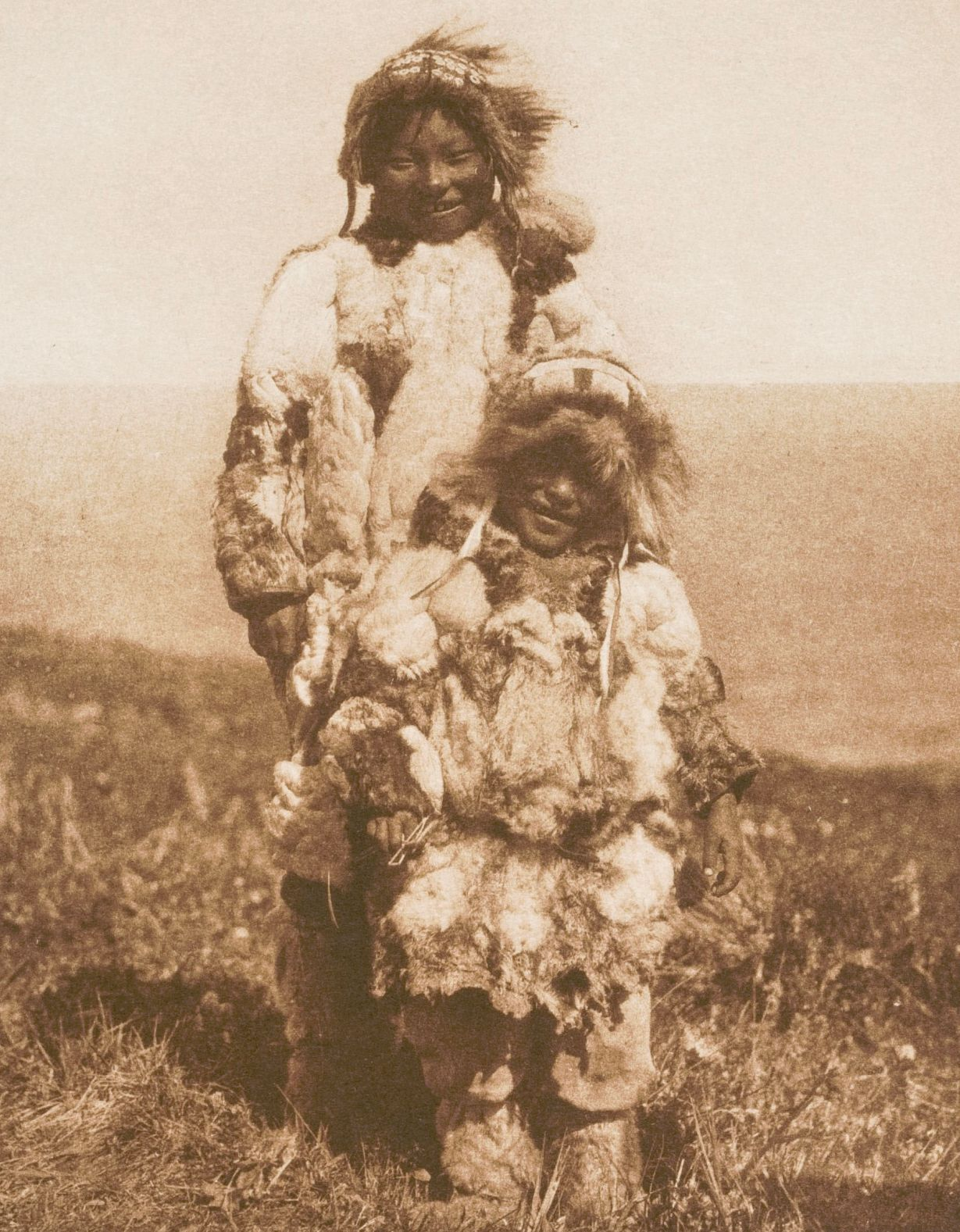
Nunivak, Mutter und Kind (1928)
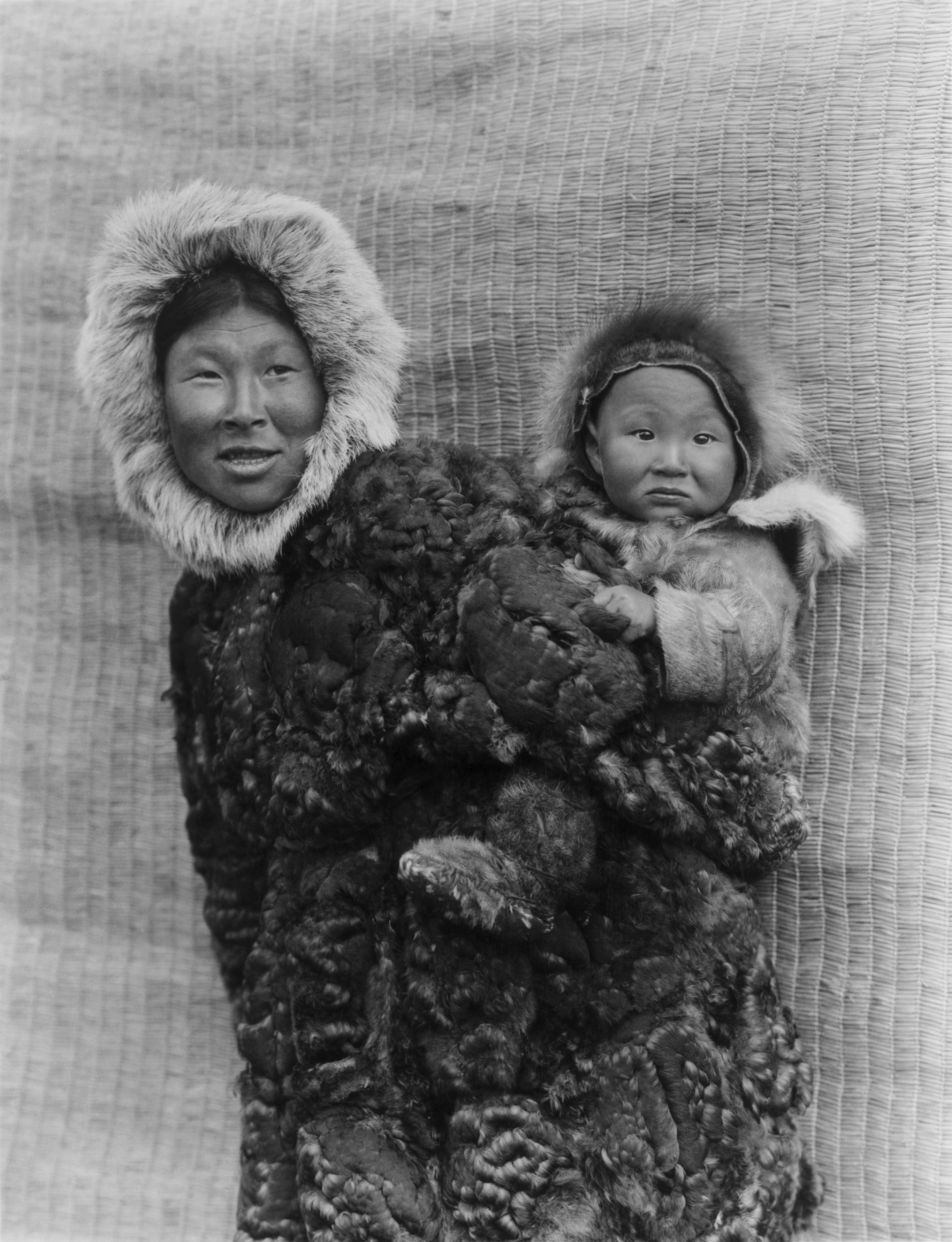
Yupik, Mutter und Kind (1929)
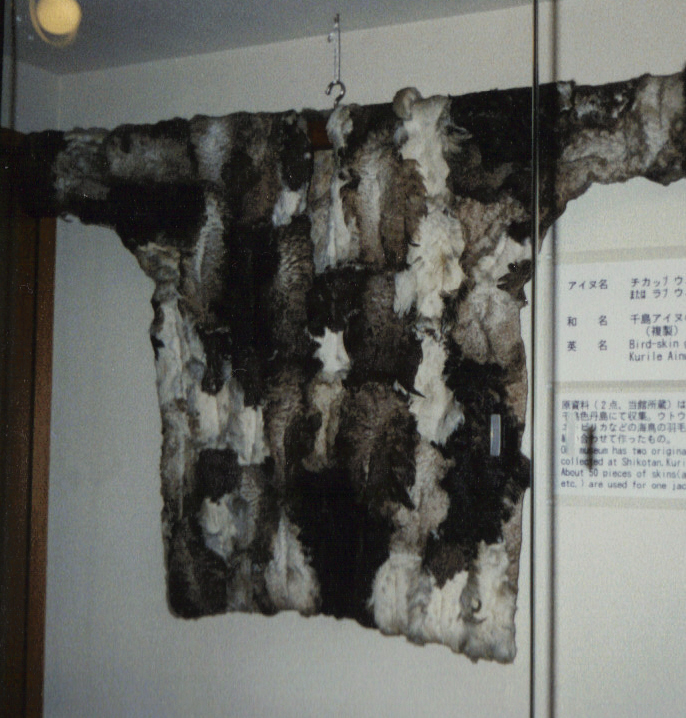
Ainu, Pullover (Ainu Museum, Hokkaidō)
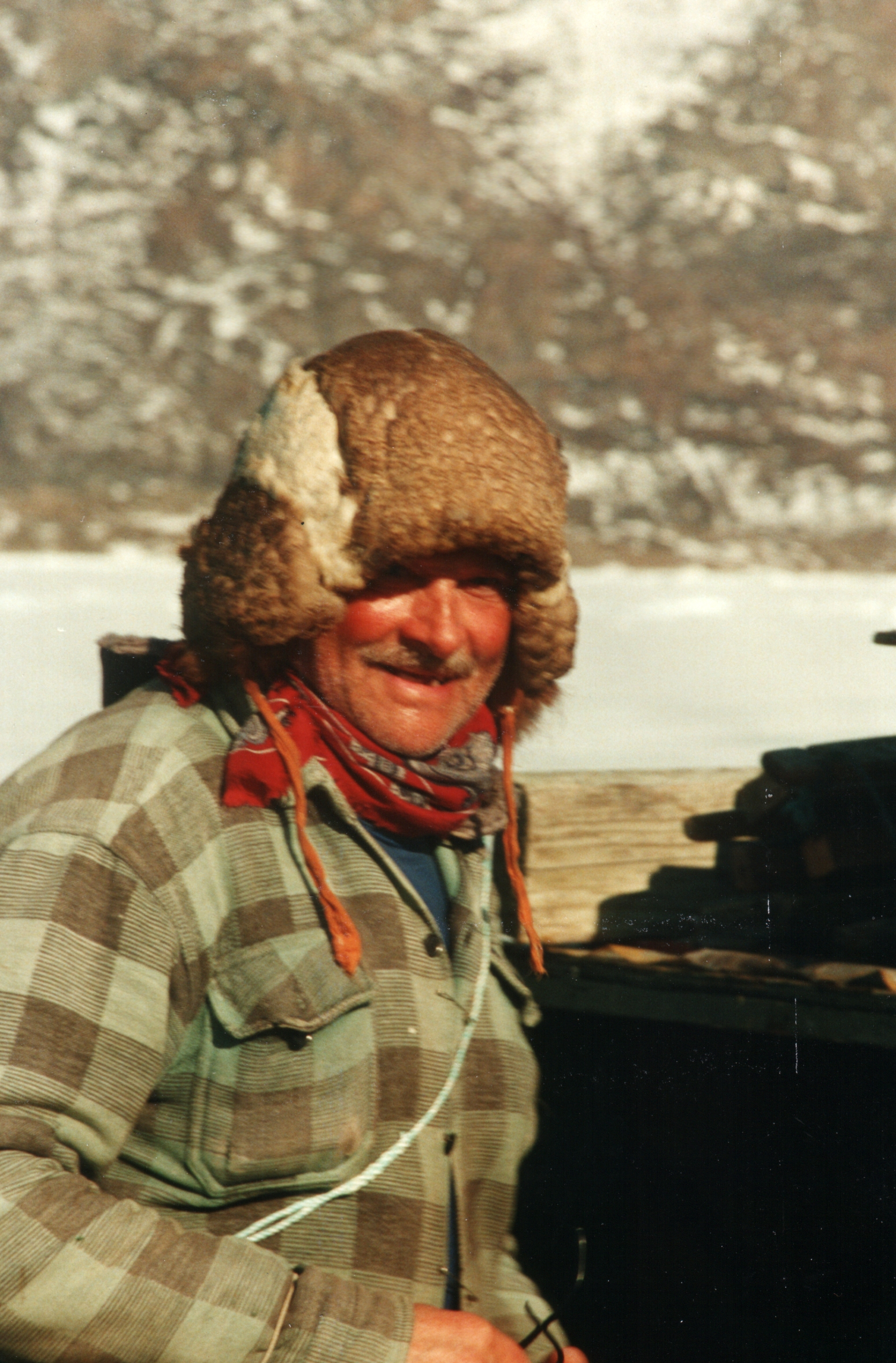
Grönland, Männermütze (1999)

## Für die Verarbeitung zu Kleidung genutzte Vogelarten (neben anderen)
Neben den nachfolgend aufgeführten haben noch weitere Wasservögel ein für Pelzzwecke geeignetes Gefieder. Schön sind beispielsweise auch die Felle der Gänsesäger. Das Fleisch eines in der Holarktis lebenden Vogels wurde von den Einwohnern verzehrt, das Fell wurde ebenfalls am Ort verbraucht.

### Eiderente
Die Körperlänge der Eiderente beträgt durchschnittlich 58 Zentimeter. Das Brutkleid des männlichen Vogels ist am Rücken und an der Brust überwiegend weiß, an der Brust leicht rosafarben überhaucht. Der Bauch, die Flanken, die Bürzelmitte, der Schwanz, die Ober- und Unterschwanzdecke sowie die Kopf-Oberseite sind schwarz gefiedert. Am Nacken sind die Federn hell moosgrün und leicht verlängert, so dass sie eine kleine Holle bilden. Die äußeren Armschwingen sind schwarz, die inneren sind weiß und sichelförmig gebogen. Die Bänderung des Gefieders ist etwas weniger auffällig als bei den Weibchen. Das Weibchen hat während des gesamten Jahres ein unauffällig dunkel- bis gelblichbraunes Gefieder, durch das sich am Körper dichte schwarze Gefiederbänder ziehen. Hals und Kopf sind dagegen stärker einfarbig braun. Das Gefieder hat dort nur eine feine, braunschwarze Strichelung.
Jungvögel beider Geschlechter gleichen in ihrer Gefiederfärbung den Weibchen. Sie sind jedoch etwas dunkler in ihrer Gefiederfarbe und weniger stark gebändert. Junge Erpel tragen das voll ausgebildete Prachtkleid des Männchens im 3. oder 4. Lebensjahr. Bereits im Prachtkleid des 2. Lebensjahres zeigen sie jedoch die deutlich die Schwarz-Weiß-Kontrastierung, wie sie für erwachsene Erpel typisch ist. Zu diesem Zeitpunkt finden sich im Kopf- und Halsbereich noch Federn mit gelbbraunem Rand. Teile des Rückengefieders sind noch schwarzbraun.
Eiderenten wurde zwar auch wegen ihres Felles, aber vor allem wegen ihrer Federn so stark nachgestellt, dass um 1900 Island und Skandinavien bereits Schutzgesetze erlassen hatten. Aber noch in den Jahren bis 1910 wurden allein in Grönland jährlich etwa 3000 Kilogramm Daunen aus den damit ausgepolsterten Nestern gesammelt, 24 Nester lieferten etwa ein Kilogramm. „Grasdunen“ waren höhergeschätzt als die häufig verschmutzten „Tangdunen“. Anderthalb Kilogramm braucht es, um damit eine Bettdecke zu füllen.
Außer den Federn wurden zu der Zeit auch vereinzelt die von den Oberfedern befreiten Felle genutzt, um Pelerinen und Kragen daraus zu machen. Durch „sorgfältiges Gegenüberstellen der dunklen Flügelpartien“ suchte man „eine gefällige Zeichnung zu erreichen“. Von den Eskimos wurden aus Eiderentenfellen Slipper gearbeitet, die sich gut für Jäger eigneten, die in der Kälte auf dem Eis stehen mussten. Diese Eskimo-Fußbekleidung war jedoch weniger haltbar als solche aus Karibu- oder Robbenfell.

### Prachteiderente
Die Prachteiderente ist etwas kleiner als die Eiderente. Der Erpel ist unverwechselbar mit seinem schwarz gefärbten Körper, der weißen bis lachsfarbenen Brust und dem hellblauen Oberkopf und Nacken. Die Nackenfedern sind leicht verlängert, so dass sich eine Federhaube andeutet. Die Wangen sind meergrün, Kinn und Kehle weiß. Das schwarze Gefieder des hinteren Körperteils ist durch ein schmales weißes Seitenband und einen fast runden weißen Fleck an den Bürzelseiten scharf abgesetzt. Die Kopfseiten und die Vorderbrust sind hell zimtbraun. Das übrige Körpergefieder ist dunkelbraun bis schwarzbraun. Das Weibchen hat ein braunes Gefieder. Es kann aber anhand der Größe leicht von allen Enten außer anderen Eiderenten unterschieden werden. Verglichen mit den Weibchen der Eiderente ist bei den Weibchen der Prachteiderente das Gefieder rötlicher und das Körpergefieder ist nicht gebändert, sondern wirkt mit Ausnahme des Kopfes schuppenförmig getüpfelt. Brust und die Körperunterseite sind schwarzbraun. Das Ruhekleid des Weibchens gleicht dem Brutkleid. Allerdings sind die Farbkontraste etwas schwächer ausgeprägt, und das schuppenförmige Muster des Körpergefieders ist weniger auffällig.
1950 vermerkte das Pelzlexikon, dass die Federn vom Balg der in den skandinavischen Ländern heimischen Königs- oder Prachteiderente vor dem Gerben ausgerupft wurden, es wurde nur das dichte, hellgraue Daunenhaar belassen. Die Felle wurden von norwegischen und schwedischen Kürschnern „in hoher Meisterschaft“ zu Decken verarbeitet, die mit den hellgrünen Halspartien gesäumt wurden und „einen sehr hübschen Eindruck machen“. „Aber auch die Eskimofrauen stellen ganz hervorragende Decken daraus her, für die gute Preise bezahlt werden.“

### Taucher
Als Taucher werden hier verschiedene Familien von Wasservögeln – Lappentaucher (Grebes), Seetaucher und Alken – zusammengefasst.

#### Grebes (Lappentaucher) und Seetaucher

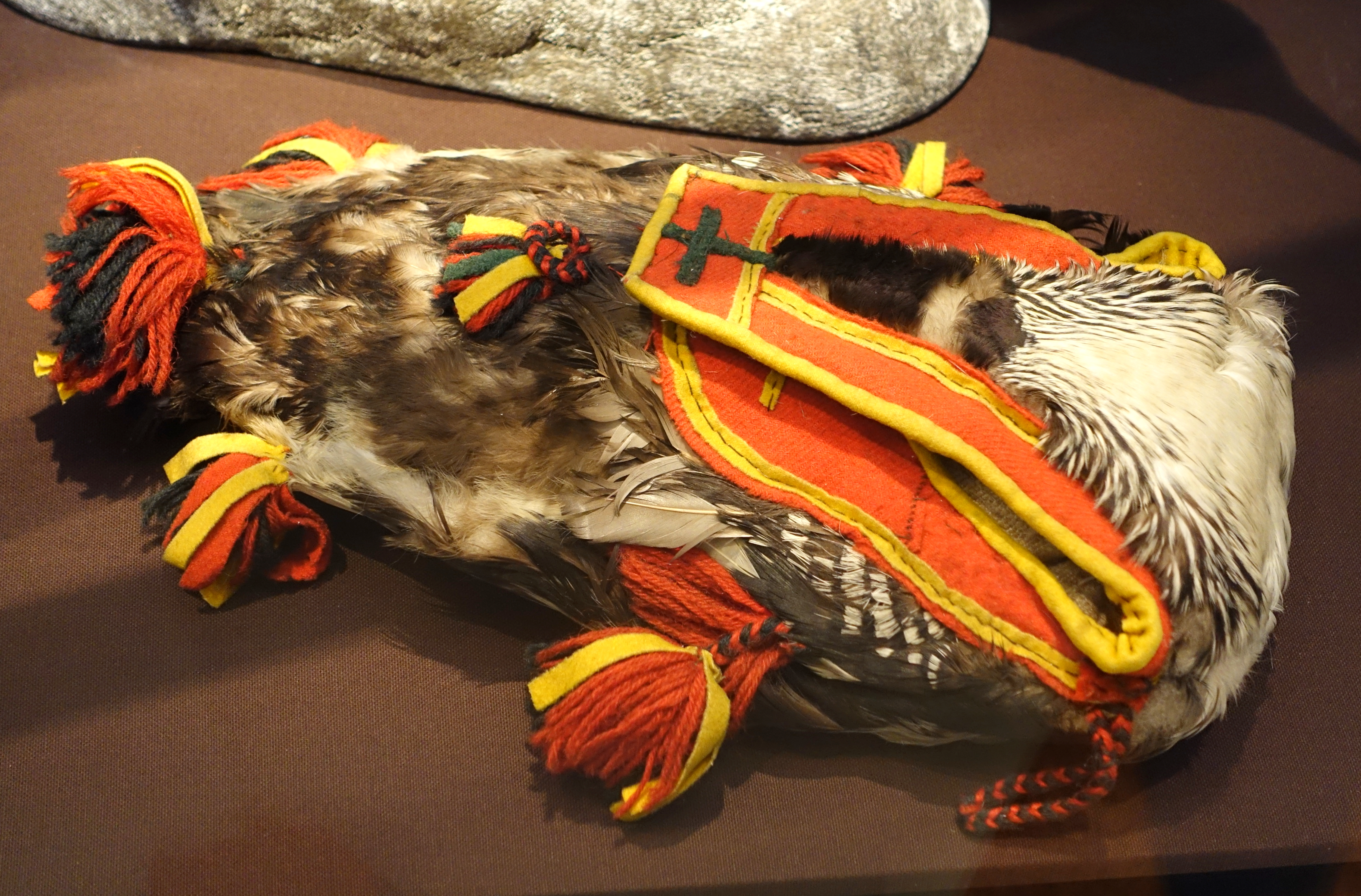
Tabakbeutel eines Samen aus einem Prachttaucherfell (1901)

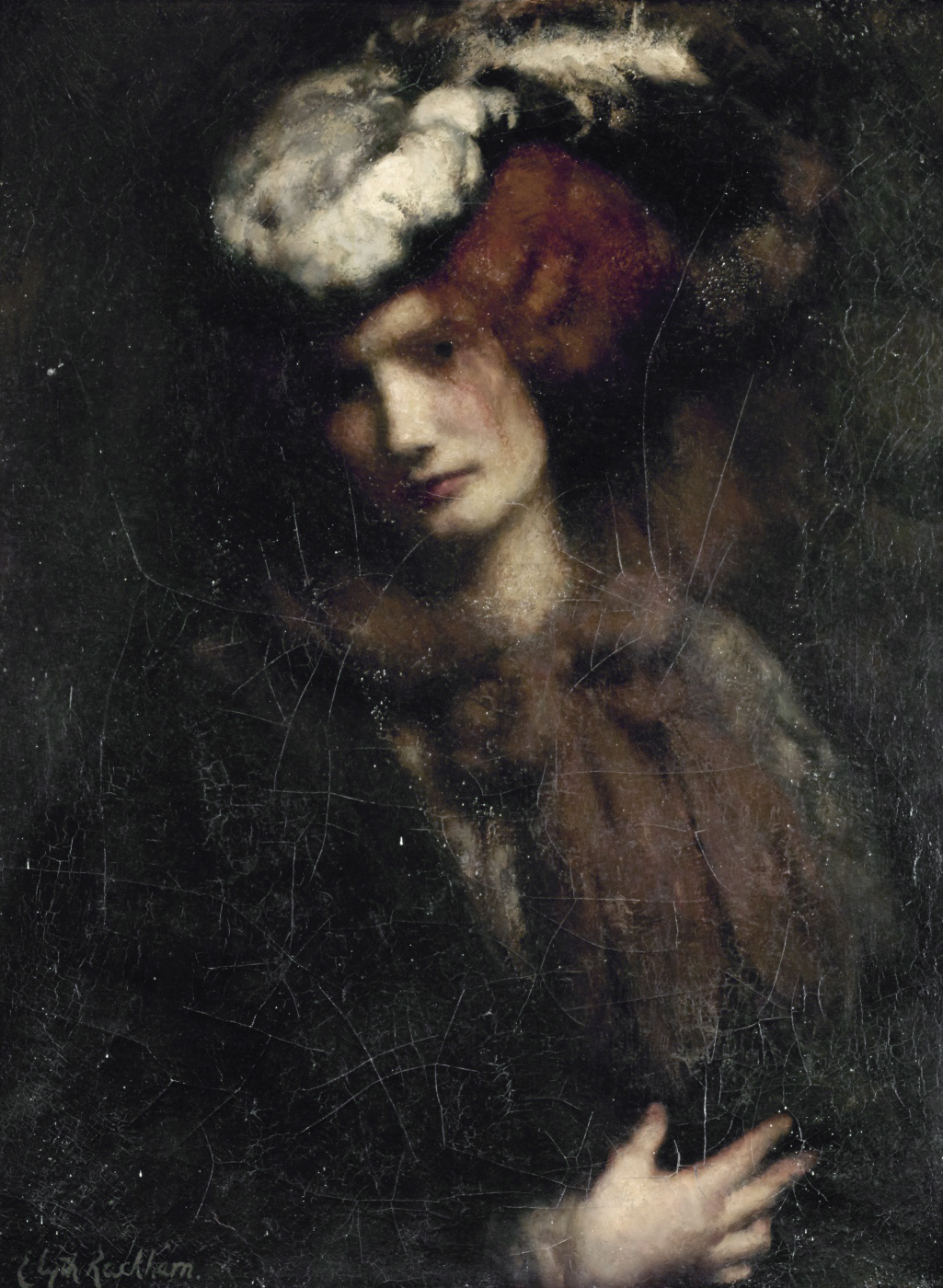
„Der Grebeshut“. Gemälde von Edyth Starkie (1867–1941)

Die am häufigsten verwendeten Grebesarten waren das Kleine Grebes und das kleine russische Grebes mit weißem, dichtem, seidigglänzendem Bauch, der bei einigen Rassen durch einzelne braune Federchen getigert erscheint. Nach den Flügeln zu geht die Farbe ins Schwarze, Graugelbe oder Rote über, entsprechend wurden die Felle auch sortiert. Hinter den Ohren befindet sich ein kleiner roter Federschopf. Das Fell ist 20 bis 22 Zentimeter groß und wurde, wie alle Vogelarten, wegen der schöneren Bauchseite im Rücken aufgeschnitten, der dann eine rote Seite bildet.
Die großen Grebes (Haubentaucher) wurden jedoch, nicht nur wegen ihrer Größe, sondern auch wegen ihrer, je nach Art, schönen blaugrauen, stahlgrauen bis schwärzlichgrauen Rückenfärbung, bevorzugt.
Die kleinen rotseitigen Sorten (wohl von Ohrentauchern) sind im Norden Europas beheimatet und kamen zumindest zu der Zeit bis hinunter nach Brandenburg vor, sowie in Russland und Sibirien. Die großen oder blauseitigen Grebes leben in der Türkei, Kleinasien und auf dem Balkan. Grauseitige lieferten Holland, Dänemark und Schweden; von den Schweizer Seen und aus Russland kamen besonders gelb- und rotseitige, während in den Länder des Mittelmeeres vor allem kleinere und getigerte Sorten vorkommen. Die schönsten Felle kamen aus Griechenland, Italien und der Schweiz, die geringeren, nicht so schön glänzenden aus Südrussland (Kaspisches Meer). Trotzdem lieferte Russland die meisten Grebesfelle, in dem Städtchen Tjukalinsk, nicht weit von Omsk, war das Sammeln und der Versand der Felle ein großer Industriezweig. Auch kamen Felle von den Messen in Ischim und Petropawlowsk. Es wurden fast nur europäische Felle gehandelt, Kalifornien lieferte eine gewisse Menge große schwarzseitige Felle (eventuell von Renntauchern); unter der spanischen Bezeichnung „Macas“ kam ein kleines Quantum Grebes auf den Weltmarkt.
Ein Kürschnerfachbuch von 1844 erwähnt als Herkunft für Grebenhäute nur die in der Schweiz am Genfersee und am Neuchâtellersee lebenden Haubentaucher, außerdem die aus der Normandie kommenden, die schwächer in der Qualität sind als die aus der Schweiz.
Der Handel unterschied eigentlich nur in blau- und rotseitige Sorten, sowie große und kleine Felle, die besonders für Besätze und Kindergarnituren verwendet wurden.
Am bedeutendsten war die Grebesmode in Deutschland im 17. Jahrhundert. Auch im 19. Jahrhundert war der Verbrauch der als Grebes gehandelten Felle des Haubentauchers noch erheblich. Möwen- und Grebesfelle waren „Neuheiten, deren Erscheinen untrennbar mit der Barettmode verbunden waren“. Der Pelzhandel ist durch wechselnde Moden und unterschiedlichen Anfall schon immer von starken, plötzlichen Preisschwankungen betroffen. Beim Grebes war dies besonders heftig. Der Preis für Grebesfelle, die nur von wenigen Händlern geführt wurden, stieg innerhalb kurzer Zeit um 100 bis 300 Prozent, als diese plötzlich für Baretts, kleine Kragen und kleine Muffe für Damen und Mädchen viel verlangt wurden. In Mengen von Hunderttausenden wurden sie besonders aus Russland und Sibirien importiert, aber auch aus den Balkanländern, aus Holland und sogar aus Kalifornien (die Letzteren wurden vom Rauchwarenhändler Emil Brass als „die vielleicht besten, die es überhaupt gibt“ bezeichnet). Grebesfelle wurden später plötzlich noch einmal nachgefragt, und zwar als Kragen für schwarze Atlasmäntel.
Das Pelzlexikon von 1949 berichtet zwar immer noch von insgesamt „einigen Hunderttausend Stück jährlich“; es ist allerdings anzunehmen, dass es zu der Zeit bereits beträchtlich weniger waren.
Männerkleidung aus Taucherbälgen gab es bei den Tschuktschen Sibiriens und bei den Korjaken in Kamtschatka.

#### Krabbentaucher
Kinderpelzgarnituren aus Fellen der Krabbentaucher waren besonders beliebt. Die Eskimos nutzten sie manchmal für Kinderslipper.

#### Papageitaucher
Die Männer der Aleuten trugen in früherer Zeit ein mit Ziegenhaar verziertes, aus den sehr festen Häuten des Papageitauchers hergestelltes Kleidungsstück.

### Gans (Hausgans)

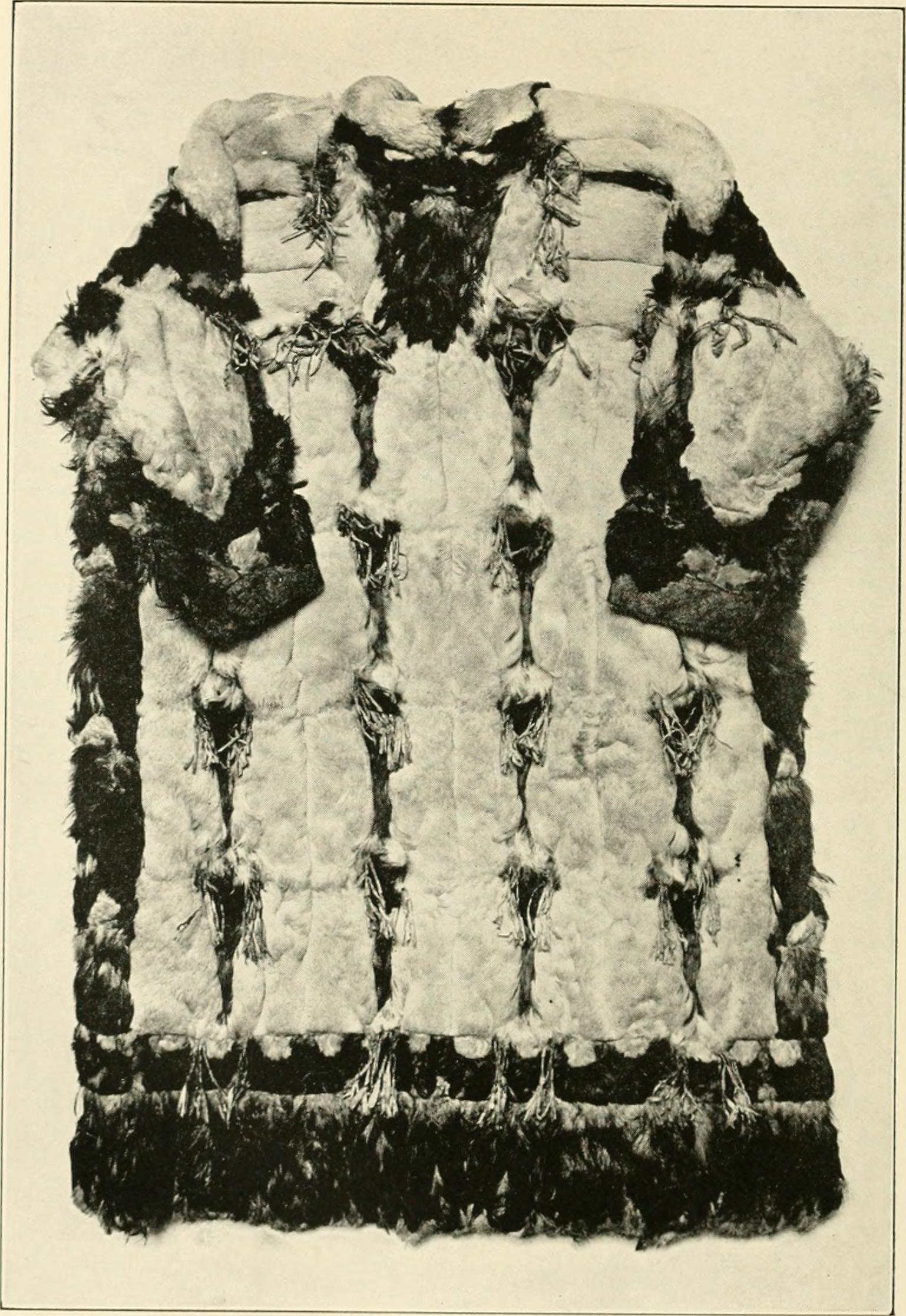
Hemd aus (Wild-)„Gänsefell“ der Kuskokwim, Alaska (vor 1917)

Das Gefieder der Hausgans hatte ursprünglich weiße bis bräunlichgraue Farbtöne; beim männlichen Vogel wird es mit zunehmendem Alter immer weißer. Durch Zuchtauswahl wurden die Federn der Marktnachfrage entsprechend immer reinweißer. Das Fell der Gans wurde in der Regel von den Oberfedern befreit, es bildet dann eine ziemlich gleichmäßige, weißflaumige Fläche. Es kam als „Schwanenbesatz“ in den Handel und wurde meist zu Kragen verarbeitet.
Die besten, weil am dünnsten und egalsten im Leder und am dichtesten und üppigsten befiedert, kamen aus Holland, wo sie auch extra für Pelzzwecke gezüchtet wurden. Weniger fein und dicht und nicht so gut im Leder waren die Felle aus Frankreich, noch dünner die der deutschen Landgänse. Der Kürschner Remelius aus der Pfalz, selber Züchter von Gänsen für Schwanenpelze, erklärte 1872, dass nur die Häute junger Gänse Verwendung fänden.
1914 bemerkt ein Fachbuch: Ganz neuerdings dienen prachtvoll aussehende „Schwanen“decken aus holländischem Ganspelz zum schicken Requisit einer Reise im Zeppelin – wohl der sinnigste Gebrauch, gerade für den Pelz eines Vogels, der selber nicht fliegen kann. Im Jahr 1936 wurden Schwanenfelle nur noch in Holland und in Teilen von Poitiers in Frankreich für Pelzzwecke verwendet, und zwar als „Ausputz“ (Ausschmückung).
Die Gänsekiele dienten als Schreibfedern.

### Albatros

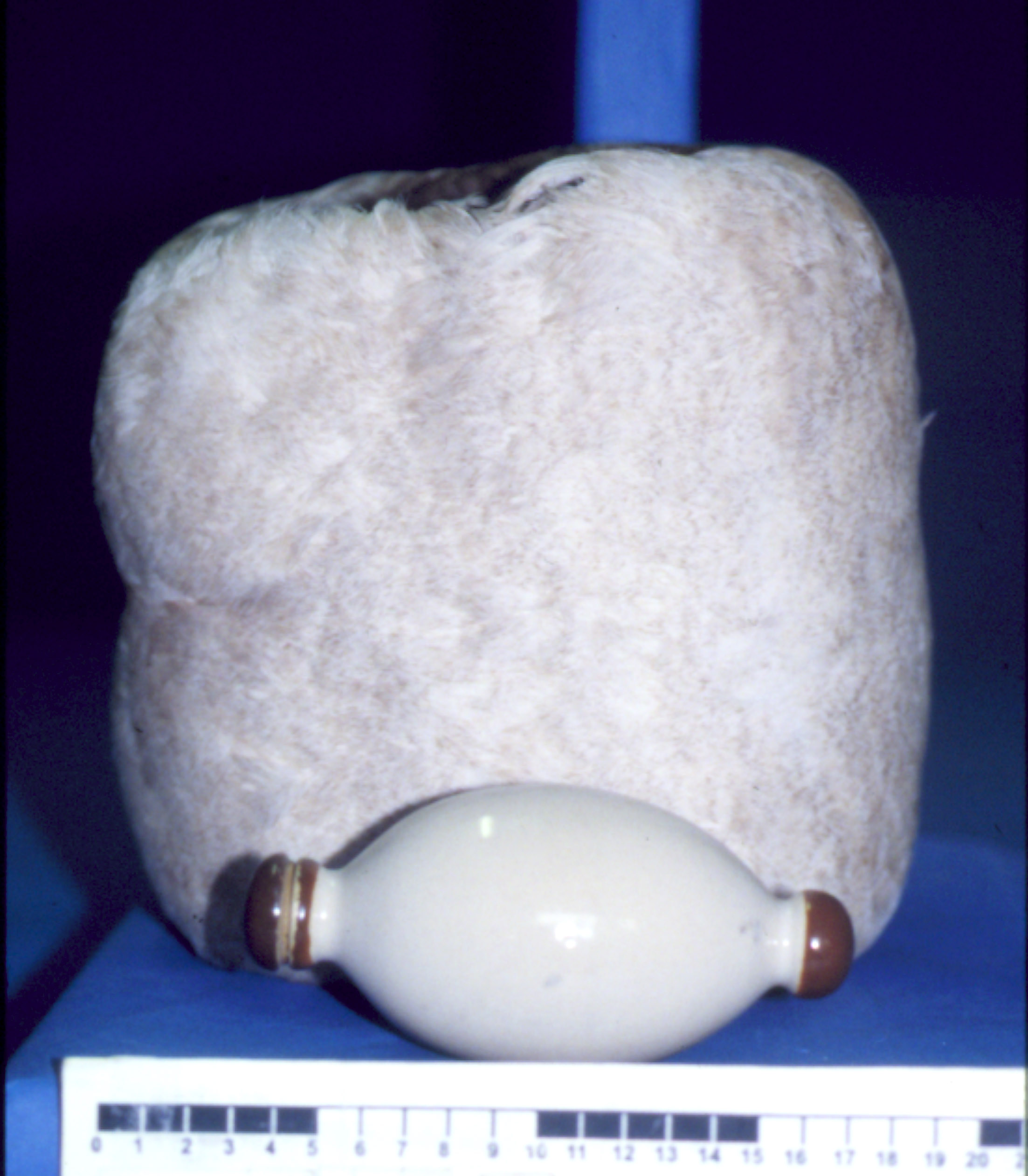
Albatrosmuff, davor ein Muffwärmer aus Porzellan (Heißwasserflasche)

Am Ende des 19. Jahrhunderts dienten Albatrosse als Federlieferanten für Kleiderfutter und Kissenfüllungen. Mehrere Kolonien, die Hunderttausende Vögel umfassten, wurden binnen weniger Jahre vernichtet. Zwischen 1887 und 1903 wurden weit über eine Million Kurzschwanzalbatrosse getötet, was die Art dem Aussterben nahebrachte und sie so selten machte, dass sie sich bis heute nicht von dieser Verfolgung erholen konnte.
Nebenstehend ist ein sogenannter Tonnenmuff aus Albatrosfell mit weißen und blassbraunen Federn des späten 19. Jahrhunderts aus Neuseeland abgebildet, davor ein Muffwärmer.

### Eisvogel
„Gröbis“ war die kürschnerische Bezeichnung für den Eisvogel, dessen Balg für Kinder- und Mädchengarnituren verwendet wurde.

### Falke
Bei den nordamerikanischen Wineboa-Indianern (Sioux) war das heilige Kriegskeulenbündel von großer Bedeutung. Man schrieb ihm die Macht zu, mit seinen geladenen Zauberkräften, die den zahlreichen Teilen des Bündels ihren Sitz hatten, im Kampf den Sieg zu bringen. Bei einem im Jahr 1937 im Münchner Völkerkundemuseum vorhandenen Exemplar ist die Hauptfigur im Innern der Balg eines Edelfalken, in das Fell eines Hirschfötus gepackt und mit Stachelschweinborsten verziert. Außerdem enthält die Hülle aus Büffelkalbfell und geflochtener Matte einige rot gefärbte Adlerdaunen, ein Bund Falkenfedern, ein Fischotterfell, Hermelinbälge mit Medizinbeutel, Büffel- und Stinktierschwanz, die Haut einer Schlange, die Kralle eines Grizzlybären, Feuerbohrer und Schwamm, Rohrflöten und Trommelschlägel, Beutel mit Kräutern, der Rest eines Lederköchers, eine Kriegerpuppe und ein Kopfschmuck. An dem Beutel befestigt sind eine Kriegskeule und ein Tomahawk.

### Geier
1844 wurde der Geier als ein geschätztes Pelzwerk mit grauem, überaus weichem Pelz und warmen Flaum bezeichnet. In einem weiteren Kürschnerlehrbuch hieß es 67 Jahre später, dass das Fell zwar selten zu sehen sei, es aber Liebhaber für die egal graue aber auch grau- und weißgefleckte, langflaumige Haut gebe.

### Kormoran

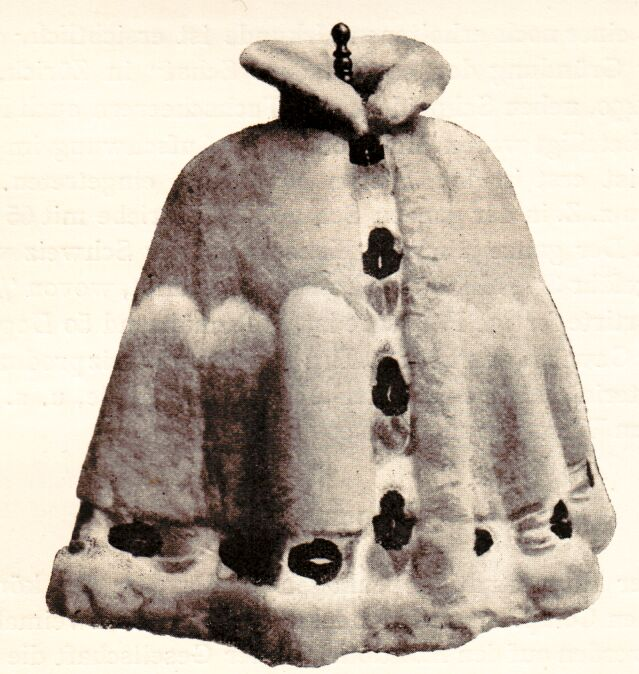
Pelerine aus Kormoranfellen (ca. 1900)

Nach Aussage von Emil Brass waren die einzigen Länder, in der die Felle des als Fischräuber stark verfolgten Kormorans genutzt worden waren, Norwegen und Schweden. Anfang des 20. Jahrhunderts fertigten die dortigen Kürschner in gleicher Weise wie aus Fellen der Eiderente aus Kormoranfellen Muffe, Capes, Stolen usw. und sogar Mäntel an, letztere wurden von Touristen „als eigenartiges Pelzwerk gern gekauft“.
Beim preußischen Hoflieferanten E. Brandt im norwegischen Bergen, von wo der Kaiser früher von seinen Nordlandfahrten immer Geschenke mitbrachte, kostete ein Kormoranmantel etwa 1000 Kronen. 1932 nimmt C. Brandt zu einem Artikel über „eine besondere Sehenswürdigkeit“ Stellung, einen in London vorgeführten, außerordentlich schmiegsamen und leichten Kormoranmantel, der aber von geringer Haltbarkeit sein soll: „Als Alleinhersteller von Kormoranmänteln, die ich seit über 50 Jahren fabriziere, möchte ich mir erlauben Ihnen mitzuteilen, dass die Haltbarkeit der aus Kormoran gearbeiteten Mäntel, Jacken, Schals und Besätze eine ganz erstaunliche ist. Ich habe Mäntel nach 20jährigem Tragen zum Umarbeiten bekommen, die nach Läutern und Ausbessern weniger abgeschabter Kanten u. ä. von neuen Stücken nicht zu unterscheiden waren und mit frischen Fellen verlängert werden konnten. Es gibt wenig anderes Fellmaterial, das eine solche Probe ebensogut bestehen würde.“
Die Farbe des Kormorans ist wohl immer dunkler und graubraun und das Daunenfell viel lockerer als das der Eiderente.

### Papagei
Die Bälge von Papageien wurden in Neuguinea als Haarzierat getragen.

### Paradiesvogel
Auf den Molukken dienten den Mädchen Bälge des Paradiesvogels als Haarschmuck. In manchen Teilen Neuguineas galten Paradiesvögel als Zahlungsmittel.

### Pelikan
Im Jahr 1922 wurde nach einem Pariser Bericht, wohl als Neuheit für die nächste Wintersaison Pelikanfelle „zur Verschönerung der weiblichen Toilette“ angekündigt, die an der Küste Somalias gewonnen wurden. 1930 wurde erwähnt, dass das Fell des Pelikans sich immer größerer Beliebtheit erfreute. Allerdings wurde jetzt eingeschränkt, dass es nur für einige Länder infrage käme, wie zum Beispiel für gewisse Gebiete Asiens und zuweilen besonders das südliche Russland. Als Exportware war es durch die Frachtspesen so teuer, dass der Preis in Mitteleuropa in keinem Verhältnis zum eigentlichen Wert stand.

### Möwe
Um 1900 wurde für die Verwendung und Verarbeitung von Fellen der Möwe in der Kürschnerei angegeben: „Damenhüte, Muffen, Kragen und Kindergarnituren. Vielfach werden auch dabei die Köpfe naturalisirt und Flügel und Schweif mit in Anwendung gebracht. Wie bei den Grebes, werden bei den Arbeiten aus Möwen, gewöhnlich zur größeren Haltbarkeit und besserem Abschluss die Seiten auf flaches Pelzwerk, wie weisses oder blaues Kanin, aufgesetzt“. Auf der Weltausstellung in Wien im Jahr 1873 konnte man die Verwendung der mannigfaltigsten Vogelarten feststellen, die uns heute merkwürdig erscheinen. Erwähnt wurde unter anderem ein „Teppich zusammengestellt aus den Flügeln von Seemöwen“ und ein „Fußteppich verfertigt aus einem Pelikan“ von der New Yorker Firma M. Mahler, aber auch ein Damenmuff und Kragen aus Seemöwen von der Firma M. E. Heinrich aus der russischen Stadt Archangel. Ende des 19. Jahrhunderts wurde auf Helgoland die Dreizehenmöwe regelmäßig bejagt, weil aus den Fellen Mützen, Muffen und Damenhutverzierungen gearbeitet wurden. Von den verschiedenen Arten der Möwenfelle wurden besonders die blauen oder graufarbenen verwendet.

### Pinguin

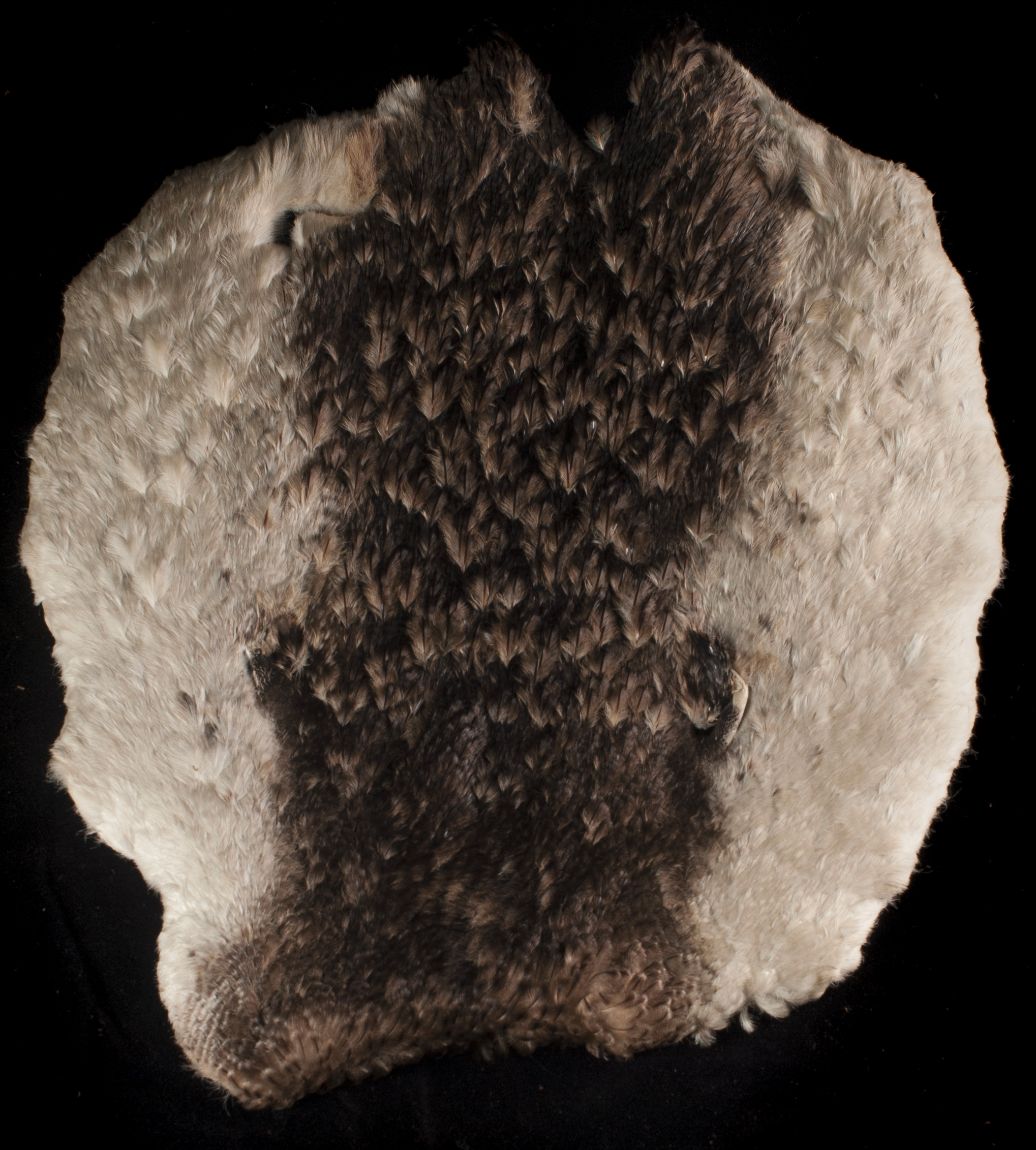
Pinguinfell (Museu de Anatomia Veterinária, São Paulo, Brasilien)

Das Pinguinfell wurde 1895 in einem Kürschnerhandbuch mit erwähnt. Brass schrieb jedoch 1911, dass die verschiedenen Versuche, die Felle zu verwenden, vergeblich waren. Trotz des schönen Aussehens und der Größe waren sie nicht zu gebrauchen, da die Federn, auch die Bauchfedern, viel zu steif und hart sind. Die Verwendung von Fellen des Kaiserpinguins geschah hauptsächlich für Bettvorlagen.
Jedoch stellten die Bewohner Feuerlands früher aus Pinguinfellen Mäntel her.

### Reiher
Reiher wurden wahrscheinlich schon immer bejagt. Die Tuyuka (Dokapuara) in Nordwestbrasilien trugen zu ihren Tänzen einen sehr aufwändigen Kopfputz. Dazu wurde unter anderem die Haare am Hinterkopf zu einem Schopf zusammengefasst, der durch einen künstlichen Zopf aus Affenhaarstricken verlängert wurde. Über den Zopfansatz wurde ein Jaguarknochen gebunden, der als Halt für dicke Bündel aus Affenhaarstricken und Federbälgen des weißen Reihers diente, die lang über den Rücken herabhingen.
Bei vielen Völkern hatten die Schmuckfedern verschiedener Reiherarten eine Bedeutung als Schmuck – so bei den Maori, die Federn des Silberreihers als Kopfschmuck der Häuptlinge nutzten, oder bei indianischen Völkern, die Federn des Pfeifreihers als Tauschware nutzten. Die größte Ausweitung erlebte die Reiherjagd aber mit der steigenden Beliebtheit von Reiherfedern. Am Ende des 19. Jahrhunderts wurde es in Europa Mode, Hüte mit den Federn weißer Reiher (vor allem Silber- und Seidenreiher) zu schmücken. 1887 hatte ein einziger Händler in London zwei Millionen Reiherhäute angeboten, 1898 wurden 1,5 Millionen Reiher aus Venezuela exportiert. 1913 verboten die USA den Handel mit Reiherfedern, Großbritannien folgte 1920.

### Schwan

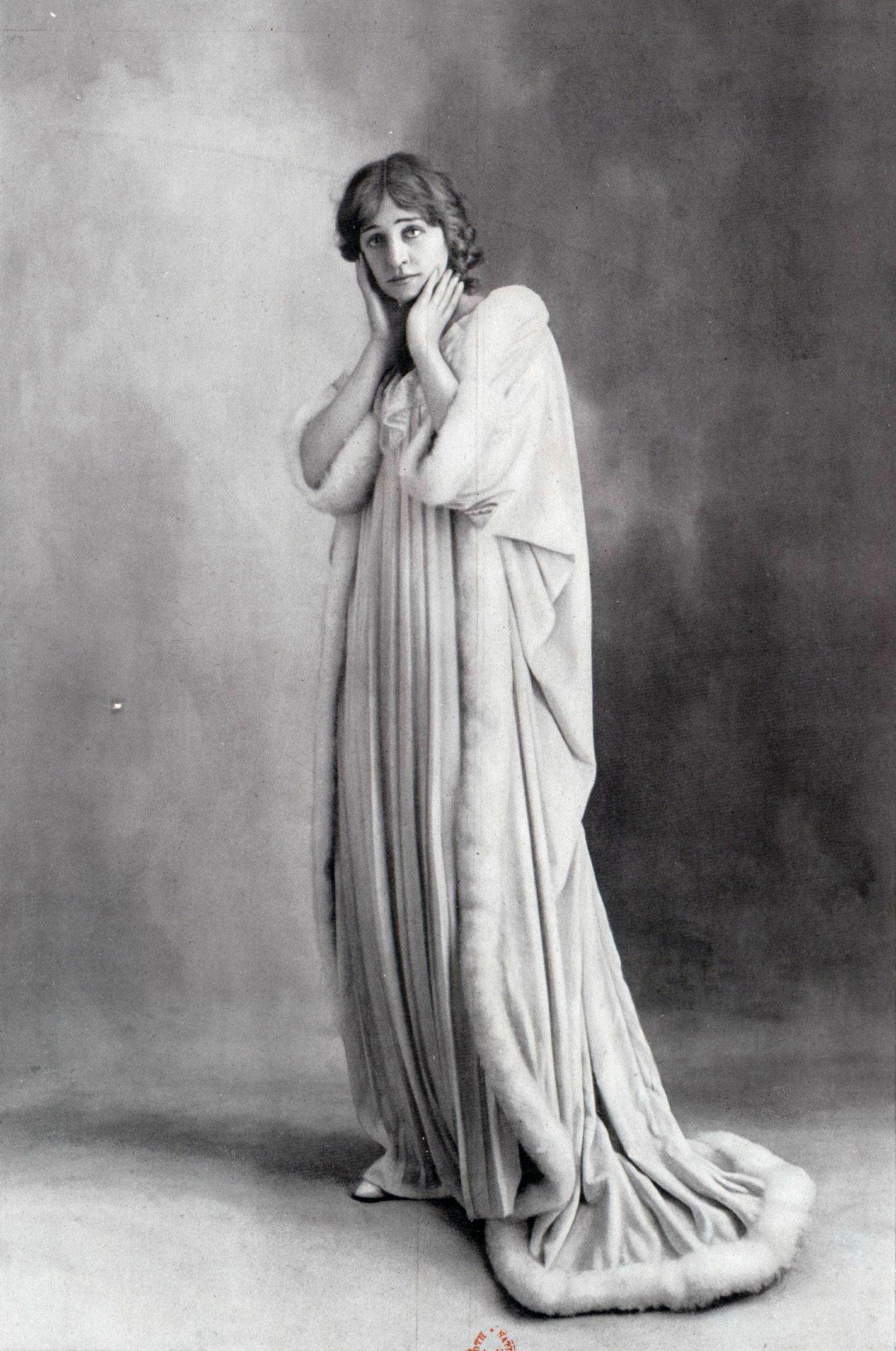
Schwanenfell-Verbrämung
(Firma Redfern, London 1913)

Die zu Pelzwerk verarbeiteten Schwanenfelle stammten von drei Arten, dem Höckerschwan, dem Wilden- oder auch Singschwan und dem Schwarzschwan, in früheren Zeiten, als er noch häufig war und nicht streng geschützt war, auch der nordamerikanische Trompeterschwan.
Die amerikanische Northwest Company führte in einem Bericht des Jahres 1833 Schwanenfelle auf. Eine zufällige Zusammenstellung der American Fur Company nannte für den Versand nach London 30 Felle westlichen Herkommens im Jahr 1830, 8 vom Oberen Missouri 1838 und 68 nördliche 1840. Deutlich mehr konnte die Hudson’s Bay Company einsammeln: 1844 = 2576 Felle, 1846 = 2453 Felle und 1846 = 1922 Felle. In der letzten Hälfte des 18. Jahrhunderts bekamen die nordamerikanischen Felle zunehmend Bedeutung für den Handel. Ihnen wurden durch die indigene Bevölkerung und weiße Jäger letztlich so stark nachgestellt, insbesondere dem Trompeterschwan, dass sie gebietsweise ganz verschwanden. Obwohl die Federn komplett mit den Häuten gehandelt wurden, wurde eine Nutzung für Pelzzwecke zumindest nicht erwähnt. Die Daunen dienten als Bettfedern, die Kielfedern als Schreibutensilien, das schmackhafte Fleisch wurde von den Jägerfamilien verzehrt.
Schwanenfelle kamen vor allem aus Holland, wo Schwäne auch zur Feder- und Fellgewinnung gezüchtet wurden, sowie aus Frankreich. Sie sind sehr leicht, die Felllänge beträgt 70 bis 80 Zentimeter. Die Daunen sind sehr fein, weich und dicht; meist schneeweiß, manche mit einem leichten grauen Ton.
Vor 1883 kosteten Felle des Höckerschwans 12 bis 24 Mark das Stück, die des Singschwans waren fast ebenso teuer, für die Felle des schwarzen Schwans wurden sogar 75 bis 100 Mark bezahlt.
Auch bei den Schwanenfellen wurden die starken Oberfedern ausgerupft, so dass nur der weiche Flaum stehen blieb. Sie wurden fast nur als Besatz für Ball- oder Theatertoiletten oder für Kinderartikel verwendet. Noch bis zum Ersten Weltkrieg waren sie ein beliebtes Material für atlasglänzende Muffe oder Federboas. Nach der Entdeckung der Anilinfarben begann man um 1863 Schwanenpelze auch violet zu färben.
Etwa 1800 heißt es in einem Bilderbuch für Kinder: „Die ganze abgezogene Haut mit den feinen Pflaumen-Federn gaar gemacht, giebt ein zartes, sehr warmes Pelzwerk.“ Philipp III. von Rieneck besaß ein mit Schwanenfell gefüttertes Brusttuch. In verschiedenen Märchen wird von Schwanenpelz berichtet, mit dem sich beispielsweise durch Überstreifen desselben verzauberte Jungfrauen wieder in Schwäne verwandeln konnten.

### Seeadler
Manche Stämme an der asiatischen Ostküste verstanden sich darauf, aus den Häuten der Seeadler Kleidung herzustellen.

### Specht
Die kalifornischen Pomo-Indianer fertigten für zeremonielle Zwecke sehr kunstvolle Körbe. Das Äußere war oft mit einem Federpelz bezogen, der mit Federgehängen verziert war. Der obere Saum der Arbeitskörbe erhielt häufig einen Schmuck aus den schwarzen Federn der Wachtel. Für den Saum wurden schätzungsweise die Federn von 80 Vögeln, für den Federpelz etwa 80 Spechtskalpe benötigt. Sorgfältiger angefertigte Körbe, in deren Federbezug ein Muster aus anderen Federn, zum Beispiel Enten, Elster, Grasmücke, Beutelstar, Rotkopfspecht usw. eingearbeitet waren, dienten besonders als Hochzeitsgeschenke.
Zum Tanz des „Weißen Hirsches“ und beim „Springtanz“ trugen die ebenfalls in Kalifornien (Nordwestkalifornien) beheimateten Hoopa sehr kunstvolle Zeremonialkopfbinden. Die Binden zeigten ein Mosaik aus Streifen weißen Hirschfelles, metallisch glänzender Entenbälge und scharlachroter Spechtkopfhäute. Die Kopfbälge des Rotkopfspechtes dienten ihnen auch als Zahlungsmittel, aufbewahrt wurden sie in einer schön geschnitzten Elchhornschachtel. Bei den benachbarten kalifornischen Karok-Indianern soll jeder Spechtskalp einen Wert von 20 Reichsmark besessen haben (nach Ilwof, 1882).

### Tangare
Bei den Taulipang (Taurepan) in der Sierra Pacaraima Südamerikas war ein Rücken- und Brustschmuck üblich, zum Beispiel aus Halsketten, Baumwollschnüren, an denen Büschel weißer Flaumfedern befestigt waren, Flügel des Weißen Reihers usw., oder auch aus den Bälgen der Siebenfarbentangare.

### Truthahn
Die Frauen mancher nordamerikanischer Indianerstämme stellten aus den Bälgen des Truthahns (des „Puters“) Kleidung her. Dafür befestigten sie die Felle auf einem Stück Birkenrinde.

### Tukan
Die südamerikanischen Makusi-Indianer (Roraima, Guayana) schmückten sich mit einem Halsband aus Säugetierzähnen, an dem als Rückenzierrat Quasten aus Bälgen des Tukans hingen.

### Fasan
Fasanenhäute werden für Hutgarnituren verwendet. Auf einem Foto einer, dort undatierten, Stele der Künstlerin Inge Prokot (1933–2012) sind neben diversen anderen Naturmaterialien auch einige Fasanenfellteile zu erkennen.

### Kolibri
Im Jahr 1878 hatte eine einzige Leipziger Firma neben 800.000 Fellen von Tauchern, 300.000 Flügel von Schnepfenvögeln auch 32.000 Felle von Kolibris am Lager. Für ein Paar mit Kolibrifellen verzierter Damenschuhe wurden 6000 Goldmark bezahlt.

### Strauß und andere Großvögel
Gelegentlich wurden auch Felle größerer Vogelarten für den Pelzhandel nutzbar gemacht. Aus Australien kamen die über 1 ½ Meter langen Felle des „Emus“ in den Handel, meist für Fußteppiche (bis zu jährlich „einige hundert“). Auf der Weltausstellung in Wien zeigte die Firma H. Kohn aus Victoria in Australien 1873 einen Muff und Halskragen, verfertigt aus victorianischem Emupelz.
Die Tehuelche, die südlichsten Indianer Südamerikas, fertigten vielfach sogar Mäntel aus den Fellen des Nandus.
„Südamerikanische Strauße“ wurden in Deckenform und als Felle exportiert und als „Teppiche, Diwandecken usw.“ genutzt. Einen großen Handelsartikel bildeten sie ebenfalls nicht.
Über den Afrikanischen Strauß, den größten noch lebenden Vogel, vermerkt ein Handbuch für den Häutehandel im Jahr 1956:
Gesalzen konservierte Felle haben eine Größe von 6 bis 9 Quadratfuß, Felle der 2. Qualität sind etwas kleiner (5 bis 8 Quadratfuß). Die Ware kommt in Säcken zur Verladung.
Die Größe trockener Felle liegt zwischen 5 und 8 Quadratfuß. Die Qualität der trockenen Felle ist schlechter als der gesalzenen. Die Ware kommt in Ballen zur Verladung. Die afrikanische Ware ist stärker fehlerhaft (schnittig, durch Schnitte beschädigt), schon weil es sich nicht um Schlachthausware handelt.

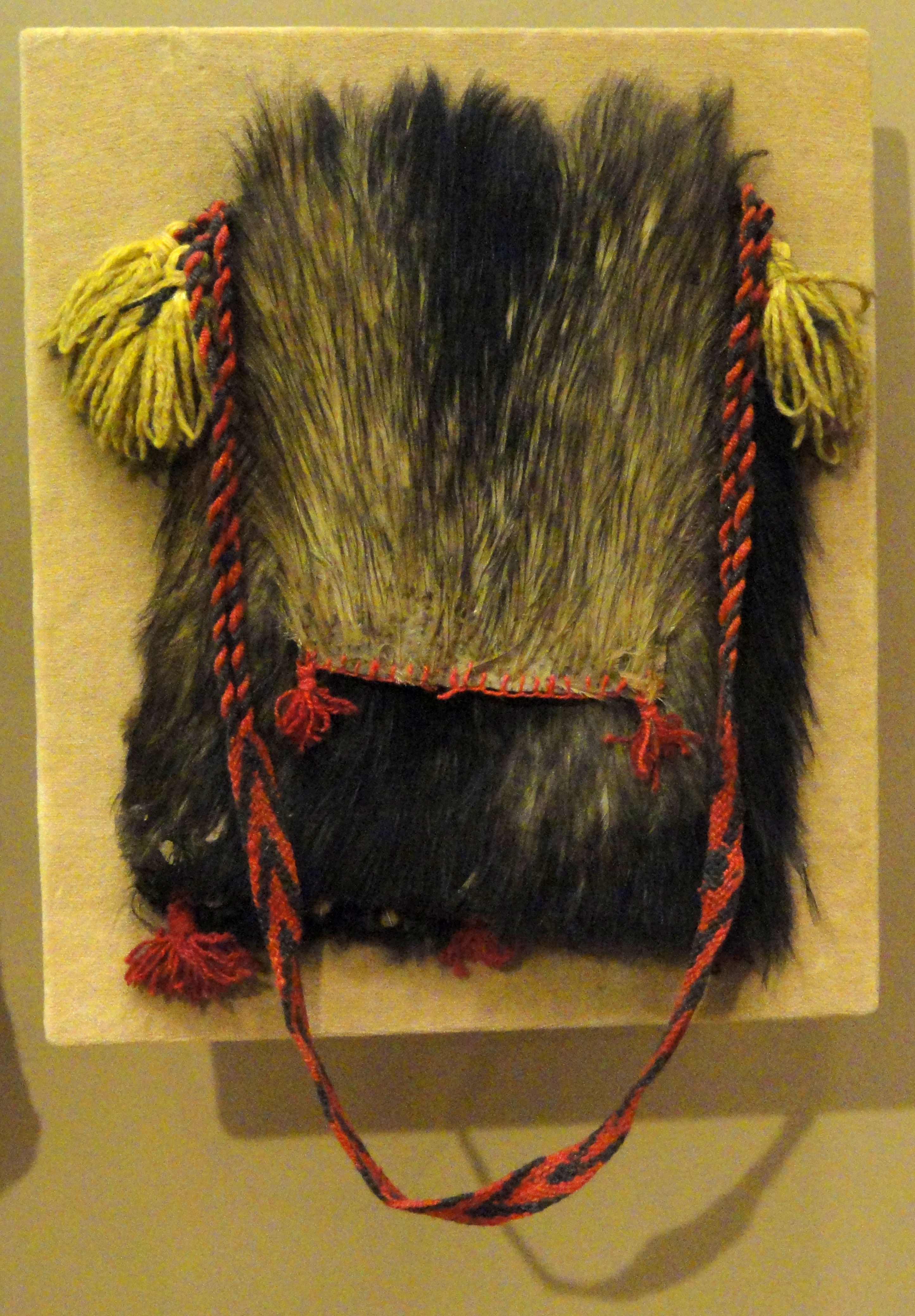
Tasche aus Nandufell des südamerikanischen Volkstammes der Pilagá
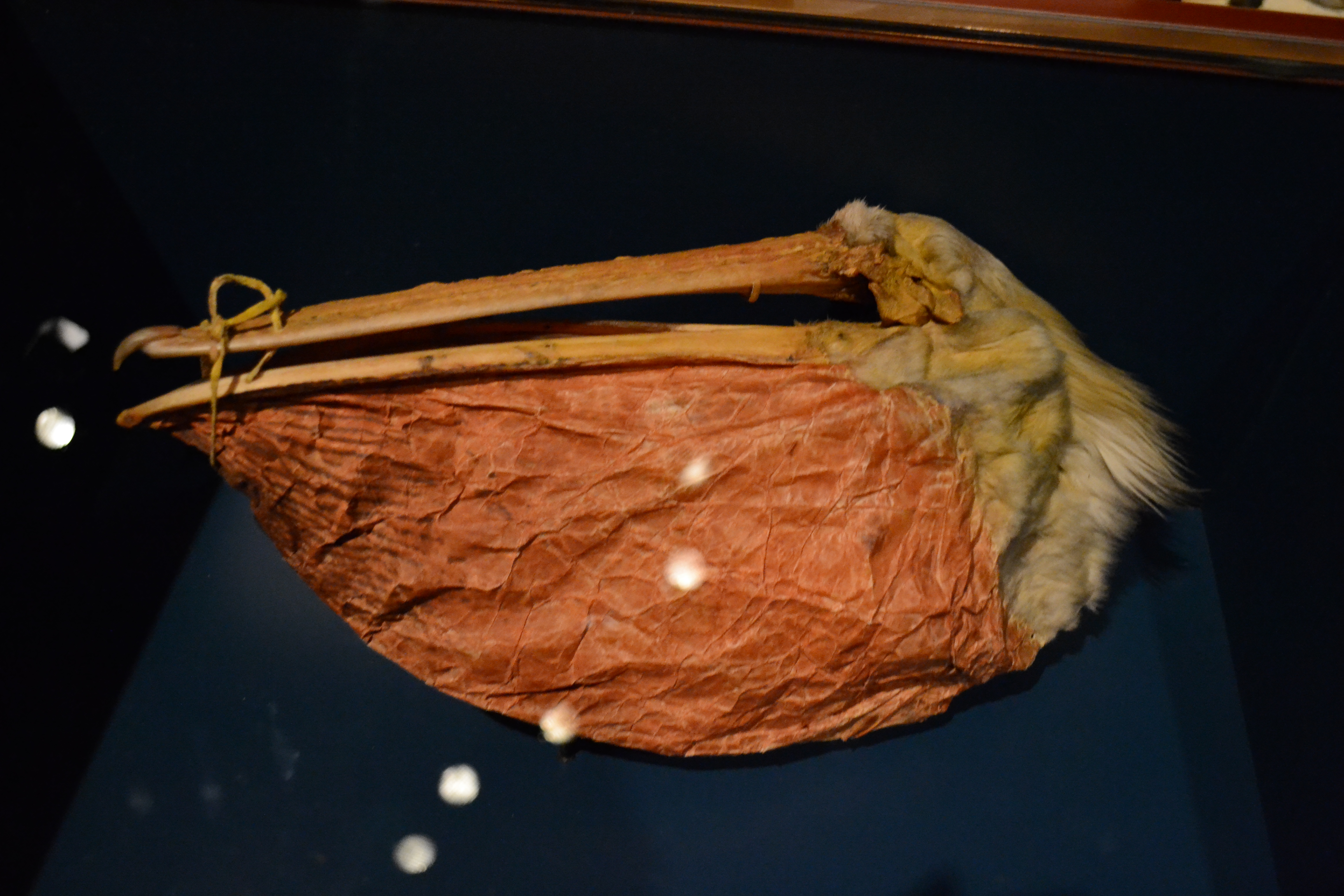
Wasserbehälter aus einem Pelikankopf (Kanada)
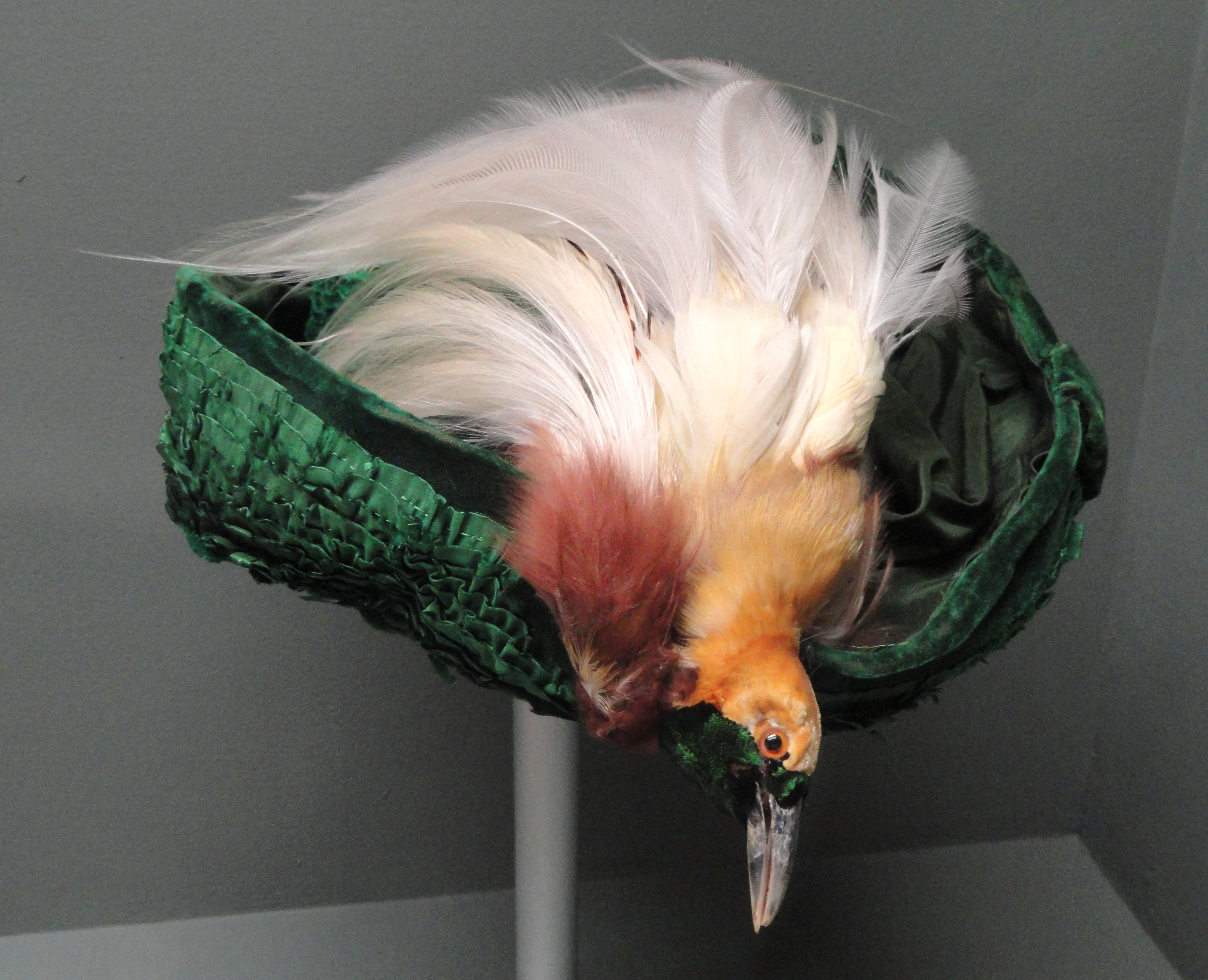
Damenkappe mit präpariertem Paradiesvogel (Edwardische Epoche, Pacific Grove Museum of Natural History)
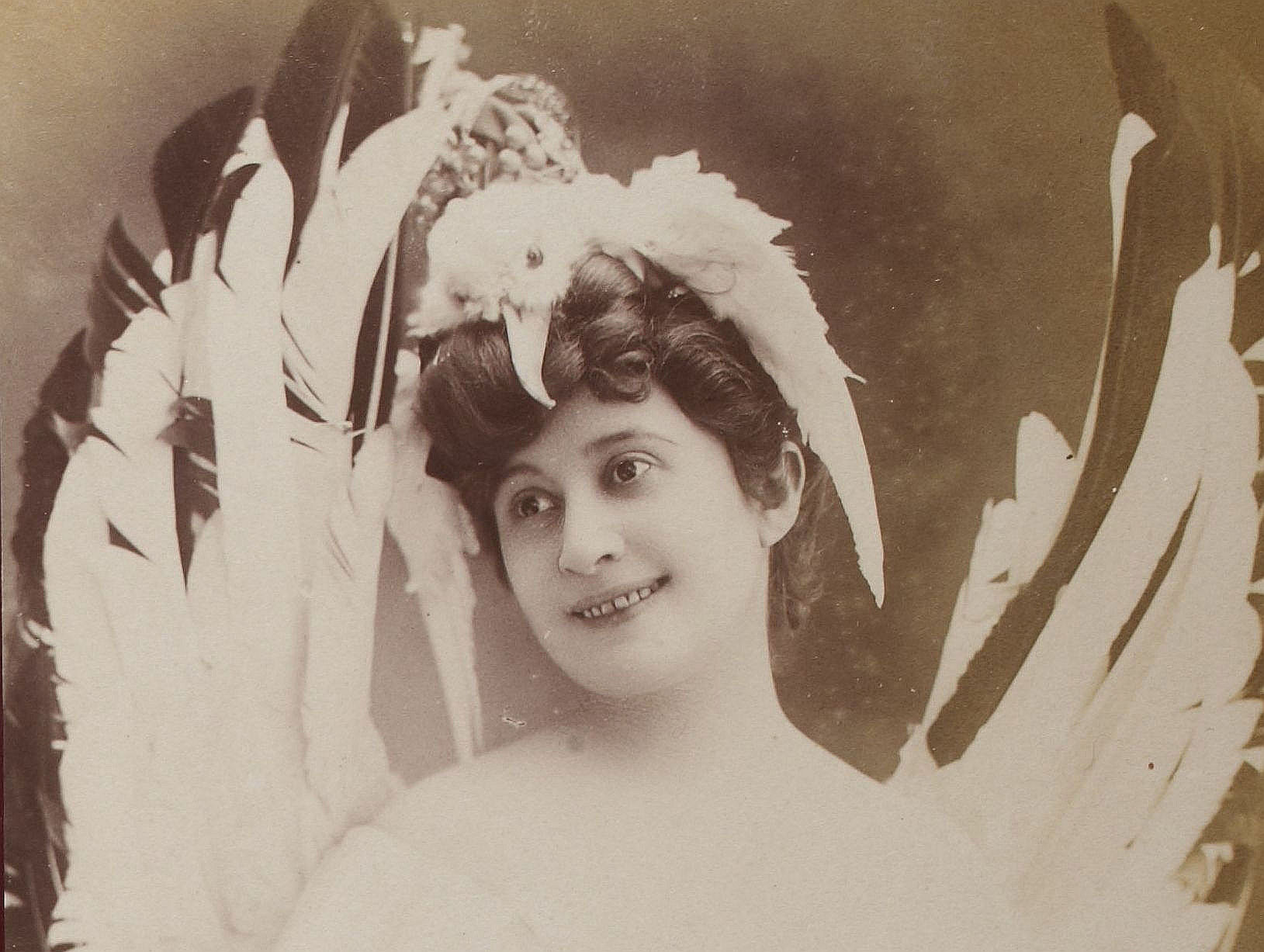
Vogelfell als Kopfschmuck (Frankreich, zwischen 1875 und 1917)
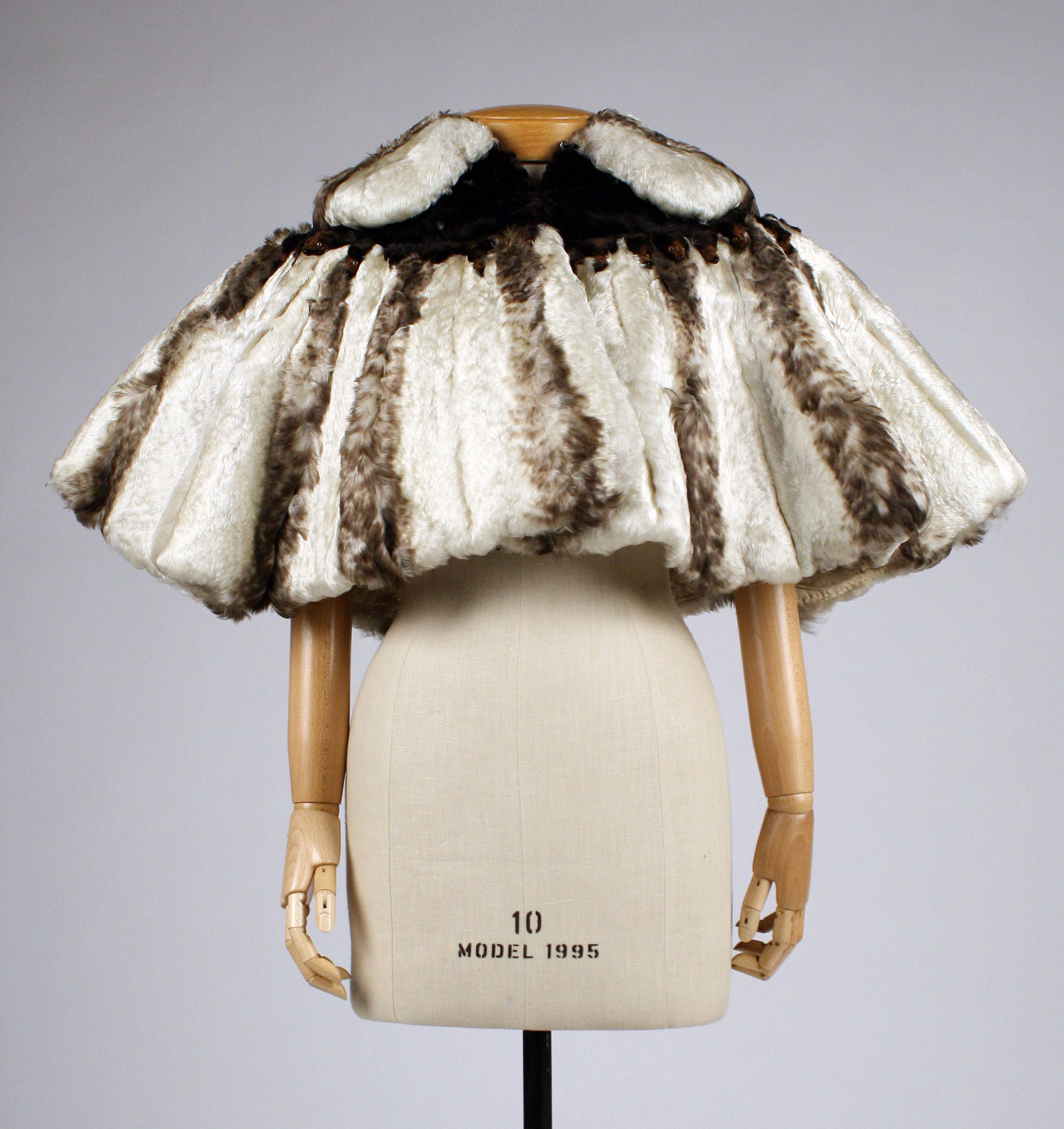
Vogelfell-Cape mit Passe aus Maulwurffell (1895, Kostüminstitut des Metropolitan Museum of Art)
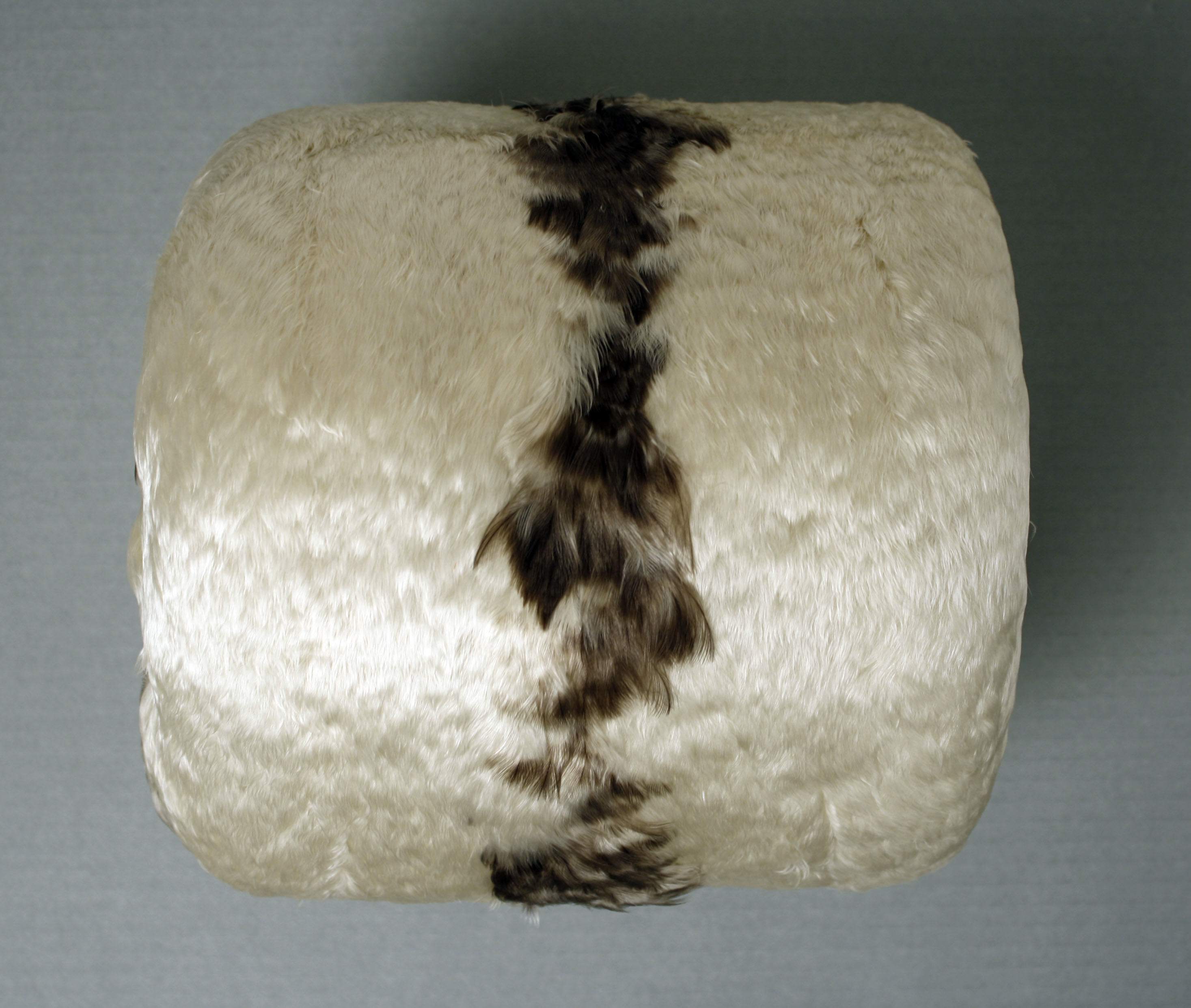
Vogelfell-Muff (1895, Kostüminstitut des Metropolitan Museum of Art)
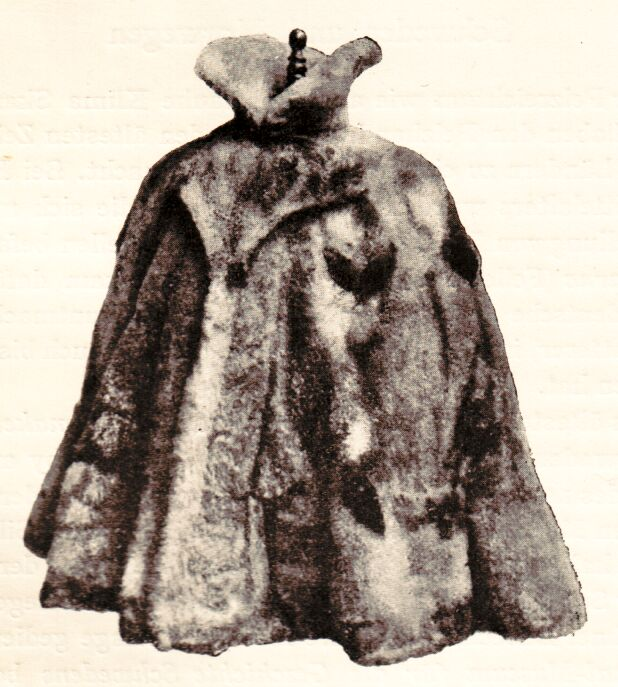
Pelerine aus Eiderente (Firma Brandt, Bergen, Norwegen, um 1900)
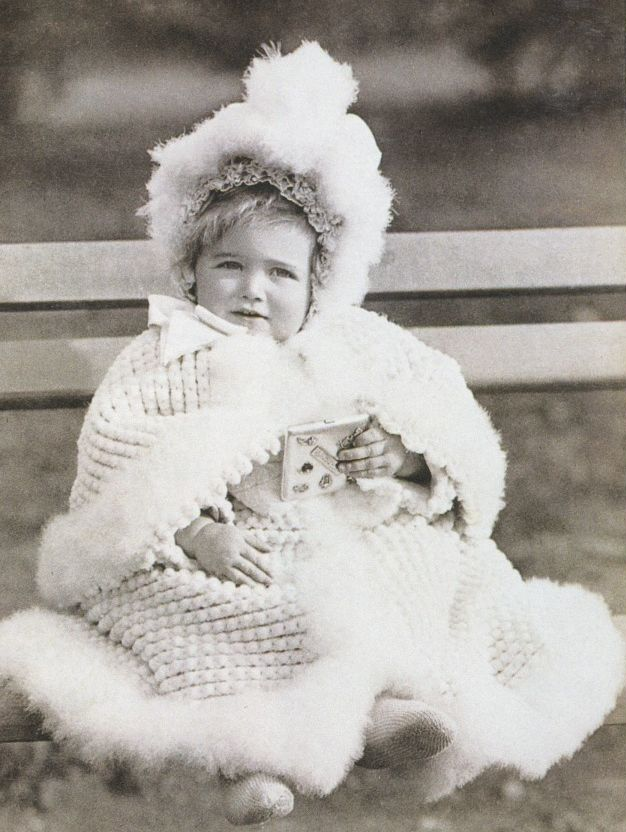
Mädchen mit schwanenverbrämtem Mantel und Mütze (Russland, um 1900)

## Verarbeitung für Kleidungszwecke
Die Zubereitung der Vogelfelle nach dem Abziehen bei den Eskimos war nach unseren Vorstellungen recht ungewöhnlich. Wie bei anderen Fellarten auch wurde das Fett vom Leder mit den Zähnen abgeschabt und abgekaut. Das Fett aus dem Leder wurde jedoch durch ein Verfahren entfernt, das dem Saugen des Babys an der Flasche nicht unähnlich ist. Silatik Meeko berichtet von den Belcherinseln: „Anfänger lernen schnell, nicht zu stark zu saugen, weil man sonst die Federn durch die Haut hindurch in den Mund bekommt. Wenn man aber zuwenig saugt, wird die Haut feucht. Man braucht etwa zwei Stunden, um einen Balg so zu präparieren, dass er sich trocken anfühlt“.
Außerhalb der Arktis unterschied sich die Brauchbarmachung der Vogelfelle grundlegend von der Pelzzurichtung der Säugetierfelle. Aufgeschnittene Gänse oder Schwäne wurden, nachdem sie getrocknet waren, vom gröbsten Fett befreit und mit Salzwasser bestrichen. Wenn sie durchgeweicht waren, wurden sie entfleischt, einige Tage lang gebeizt und dann getrocknet, anschließend wurden die Kielfedern ausgerupft. Nach einem leichten Pickeln (eine Gerb-Art) wurden die Felle aufgespannt, die besonders fetten Stellen mit nassem Ton bestrichen und der Sonne zum Trocknen ausgesetzt. Dann wurden sie in Ton und Gips geläutert und anschließend geklopft, jedoch nicht mit den sonst gebräuchlichen Klopfstöcken, sondern mit einer federschonenderen flachen Pritsche.
Hier eine weitere Beschreibung der Zurichtung der Vogelfelle am Beispiel der kleineren Grebes aus dem Jahr 1895:
Die Zurichtung der Grebes ist ziemlich einfach. Dieselben werden eingeweicht wie Lammfelle, dann gewaschen, gut gespült und gefleischt, letzteres immer von der Mitte nach der Seite zu; hierauf kommen sie noch naß in die völlig reine Läutertonne, deren vierten Teil man mit sehr trockenen, reinen Sägespänen von weichem Holz anfüllt und nun die Grebes so lange drin gehen läßt, bis die ganze Feuchtigkeit aus den Fellen in die Späne übergegangen ist: sind die Späne feucht und nehmen von den Fellen keine Nässe mehr auf, so müssen dieselben erneuert werden. Man kann alsdann auf die Federn noch nassen Puder auftragen und nach dem Trocknen desselben die Grebes nochmals in trocknen Spänen von 'hartem' Holz warm läutern.
Alle Vogelfelle wurden in ihrem natürlichen Zustand, ungefärbt, verarbeitet, höchstens leicht geblendet (mit einer Aufstreichfarbe versehen). Ein Fachbuch für Färber beschreibt 1863 das Bleichen von nicht reinweißen Schwanen- und ähnlichen Fellen mit dem Verbrennen von gepulvertem Schwefel (Schwefeln, Weißbleichen).
Die Schwanenfelle, an denen nur die Flaumfedern belassen worden waren, wurden meist für Verbrämungen gebraucht. Dazu wurden sie in schmale Streifen geschnitten. Das Gänse- und das Schwanenfell wird zum Hals hin flacher, in der Mitte ist es kräftig und voll und zum Rumpf zu rauch und flattrig. Deshalb wurden die Besatzstreifen nach der Rauche und der Flaumfülle sortiert (Abb. 4). Trotzdem entstandene Unregelmäßigkeiten wurden nach dem Zusammennähen mit der Schere ausgeglichen. Später waren bereits vorgefertigte Schwanenbrämen auch im Handel erhältlich.
Vogelfelle werden regelmäßig im Rücken aufgeschnitten. Bei der Verarbeitung, beispielsweise des Grebesfelles, ist darauf zu achten, dass die Fellmitte eine gleichmäßige Breite erhält. Damit man, vielleicht bei einem Muff, einen gleichmäßigen Abschluss bekam, setzte man an die Fellseiten gewöhnlich einen kurzhaarigen, farblich harmonisierenden Pelz. Das fremde weiche Fell ließ sich zudem sehr viel besser an den Stoff anfüttern als das steife Grebeshäutchen. Die Fläche für größere Muffe verbreiterte man, indem ein Fell halbiert und seitlich mit der Fellmitte an das Mittelfell angesetzt wurde (Abb. 3).
Bei der Anfertigung von Kragen aus Grebes (Abb. 1) ist man mit der Kragenbreite an die Größe des Felles gebunden. Das wildfedrige Fellende wurde schräg nach innen abgeschnitten, ebenso die nackten Seiten. Diese wurden durch Sealbisam oder anderen Pelz ersetzt. Die Fellmitte wurde mit doppeltem Zwirn vor dem Informspannen etwas eingezogen, oder es wurden kleine Keile herausgeschnitten, um die Halsrundung zu erzielen. In der Kragenaußenkante konnten unauffällige Keile aus flachem weißen Kaninfell eingesetzt werden, die von den Federn abgedeckt wurden. In der hinteren Kragenmitte, in der die Federn zusammenstoßen, wurde ein 1 ½ Zentimeter breiter Kaninstreifen zwischengesetzt, um die Bildung eines hässlichen Kamms zu verhindern.
Randstreifen für Baretts (Abb. 2) wurden entweder in der Federrichtung herumlaufend gearbeitet, immer Streifen für zwei Baretts, jeweils einen aus den linken und einen aus den rechten Fellhälften, die Bauchmitte wurde immer in die Kante genommen, also zum Gesicht hin. Oder aber man ließ, auch für breitere Mützenbesätze, die Federrichtung nach hinten laufen, vorn auseinandergehend.
Die bei behaarten Pelzen üblichen Nähte, insbesondere zur Formveränderung, sind bei Vogelfellen möglichst zu vermeiden.
Die Abfälle der Grebesverarbeitung wurde von Federschmückern, wenn die Mode gerade danach war, gern gekauft, ebenso die vielen schadhaften Felle, die in großen Partien vorkamen und die bereits beim Händler aussortiert worden waren.

Techniken der Vogelfellverarbeitung Ende des 19. Jahrhunderts
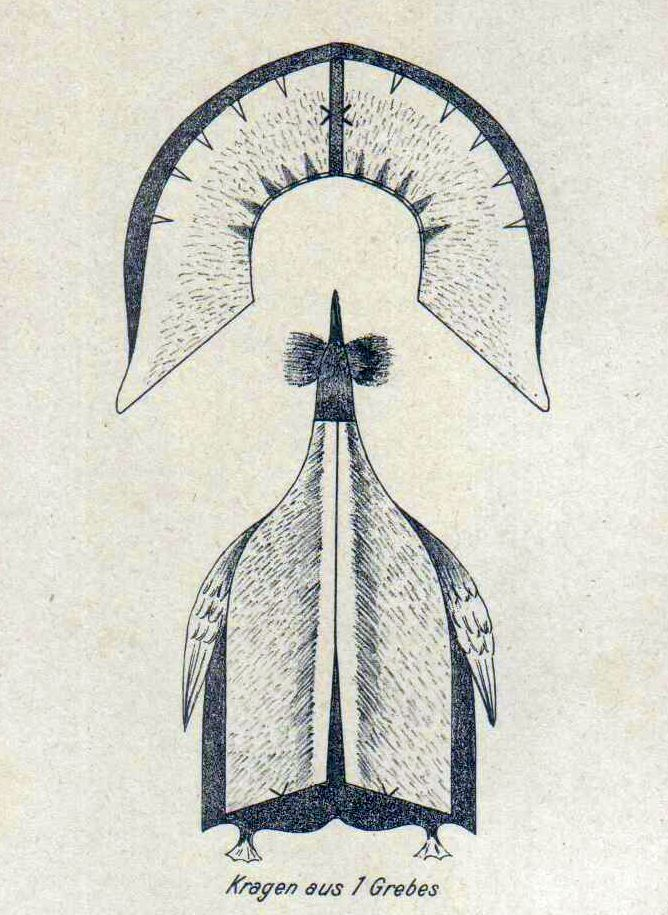
Abb. 1) Kragen aus einem Grebes
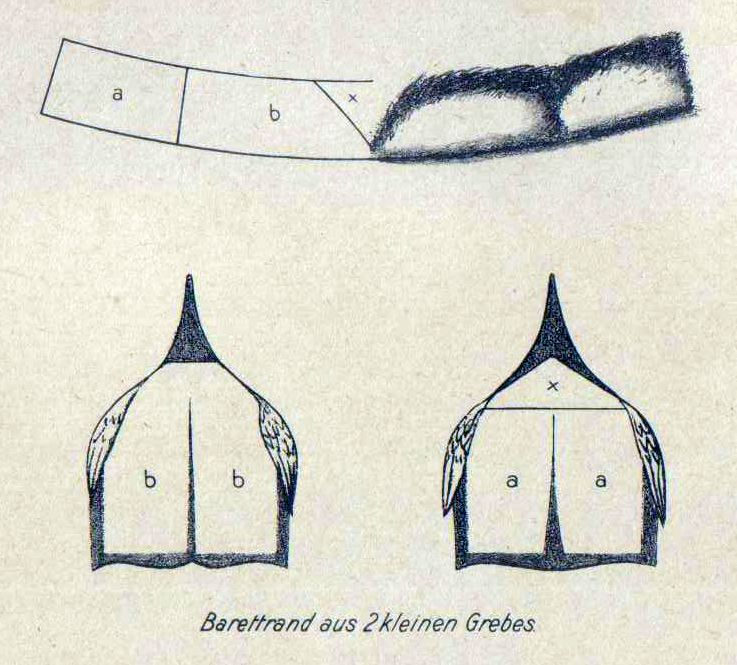
Abb. 2) Barettrand aus zwei kleinen Grebes
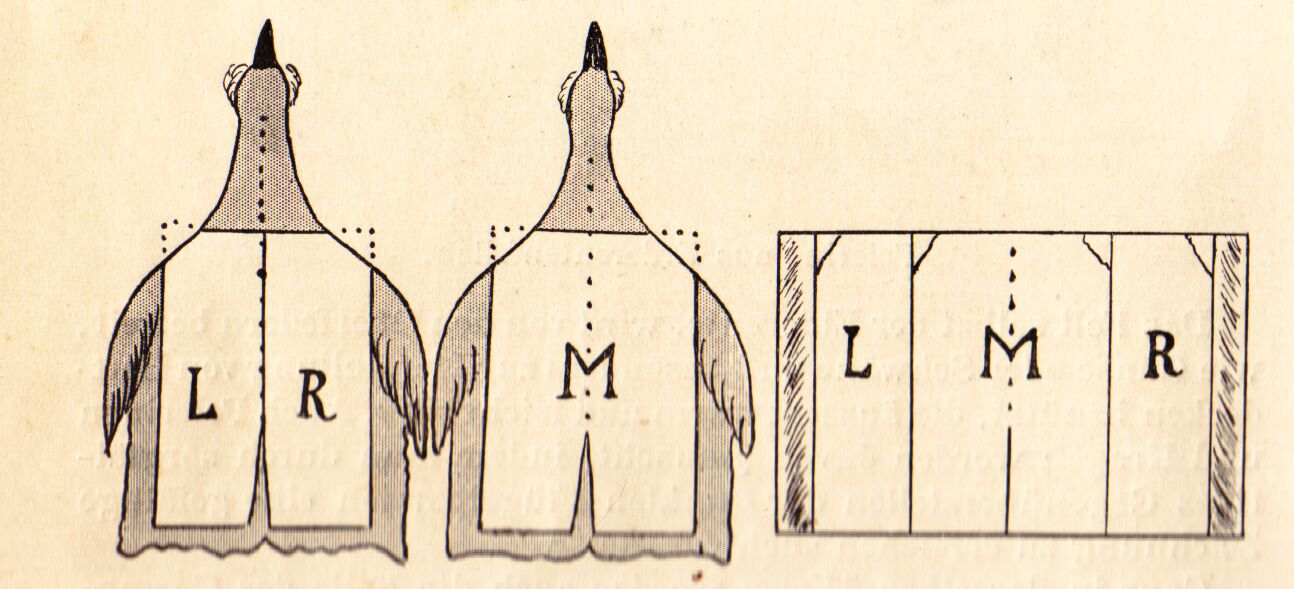
Abb. 3) Verarbeitung von zwei Grebesfellen für einen Muff oder Ähnliches
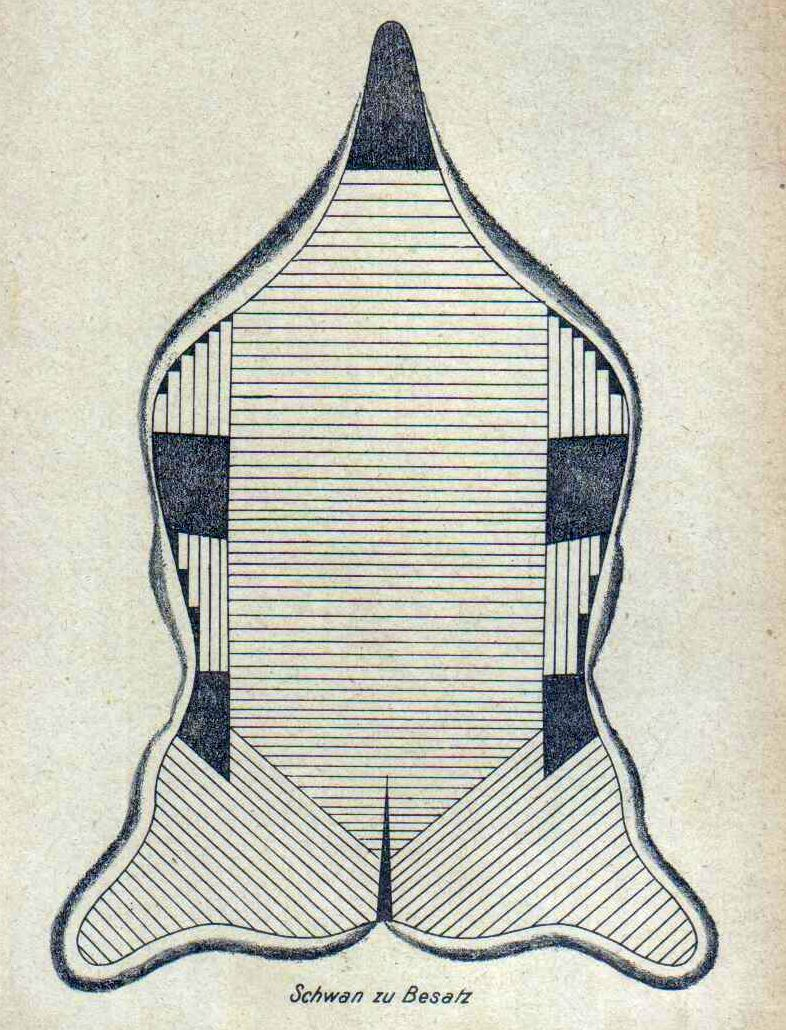
Abb. 4) Schwan für Besatzstreifen

## Zahlen, Fakten
- 1776 war bei der Hudson’s Bay Company der Aufkaufswert von 6 Schwanenfellen gleich dem eines Biberfells.[53]
- 1810 führte ein Ertragsbericht der Northwest Company auf: 1833 Schwanenfelle, 98.523 Biberfelle, 2645 Otterfelle und 554 Marderfelle.[54]

Eine zufällige Aufzählung von Sendungen dieser Gesellschaft nach London beinhaltete: 30 Schwanenfelle vom Western Outfit im Jahr 1830, 8 vom Oberen Missouri Outfit im Jahr 1838, 68 vom Northern Outfit 1840.
Die Hudson’s Bay Company konnte deutlich mehr liefern, ein 1846 veröffentlichtes Rundschreiben des Londoner Pelzhandelshauses C. M. Lampson führte als jährlichen Import der Company auf: 2576 Felle im Jahr 1844, 2453 Stück im Jahr 1845 und 1922 im Jahr 1846.
- 1910 betrug der Großhandelspreis für ein kleines oder mittelgroßes, bereits zugerichtetes Grebesfell etwa 30 Pfennig, für ein großes russisches 1 bis 1,50 Mark und 2 Mark für die türkischen und kalifornischen.[22]

In den Zeiten, in denen Vogelfelle modern waren, kamen etwa folgende Mengen auf den Weltmarkt: Rotseitige Grebes (Russische große) 200.000 bis 300.000 Stück, mittlere 50.000 Stück, kleine etwa 100.000 Stück, türkische 30.000 Stück und kalifornische 5000 Stück.
- 1925 kostete ein zugerichtetes Schwanenfell 10 bis 12 Mark, ein Gänsefell etwa 5 Mark. Es kamen jährlich etwa 60.000 Gänsefelle und 10.000 Schwanenfelle in den Handel. Sie wurden im Dutzend gebündelt und auch so gehandelt.[22]

Der Großhandelspreis einer Decke aus Fellen der Prachteiderente, die am Rand mit dem hellgrün und weiß gezeichneten Halsfell eingefasst war, schwankte zwischen 60 und 100 Mark.
Für die nur sehr wenig gehandelten Emufelle wurde 10 bis 20 Mark das Stück bezahlt.

Feder- und Vogelfell-Kostüme
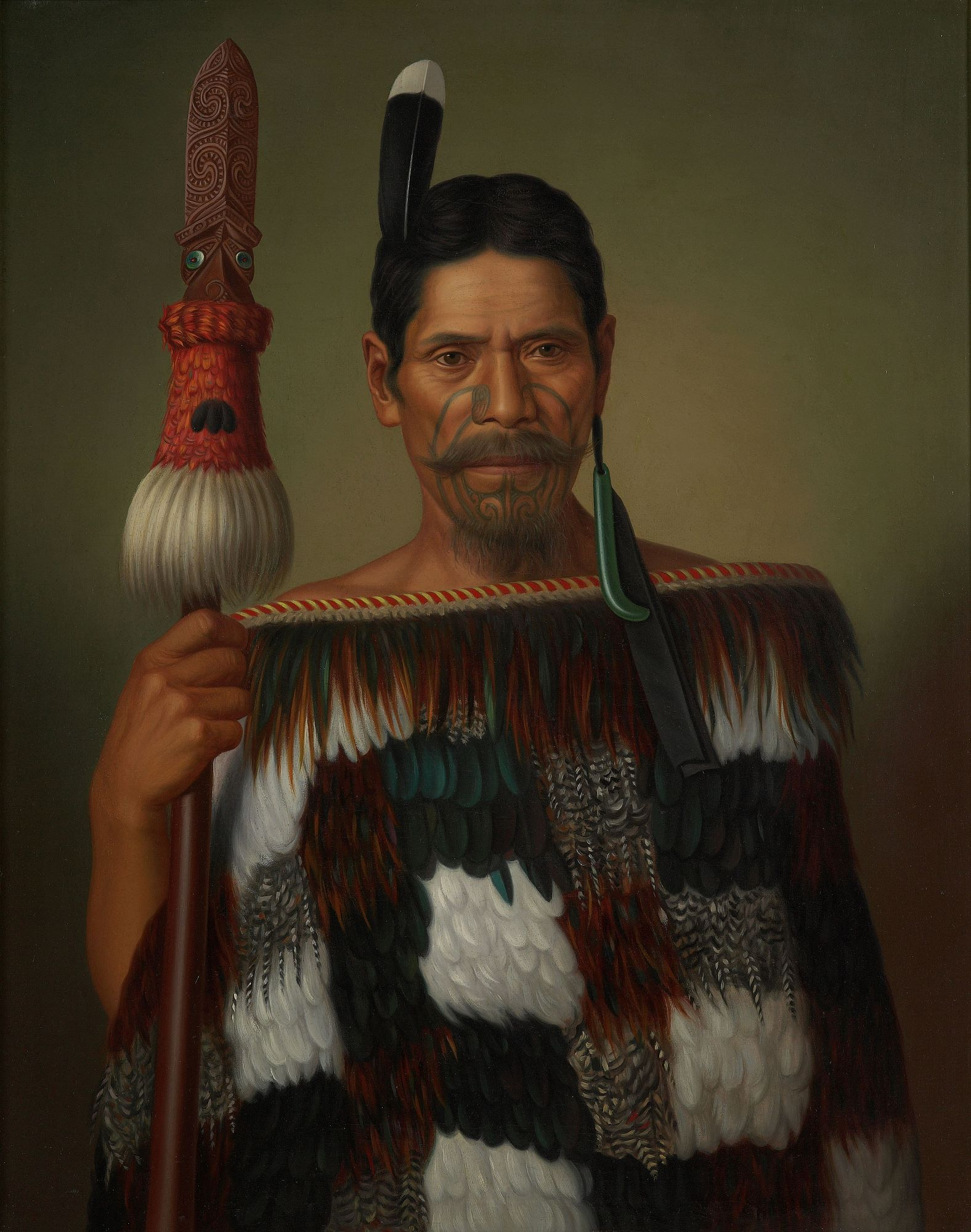
Maori (1885)
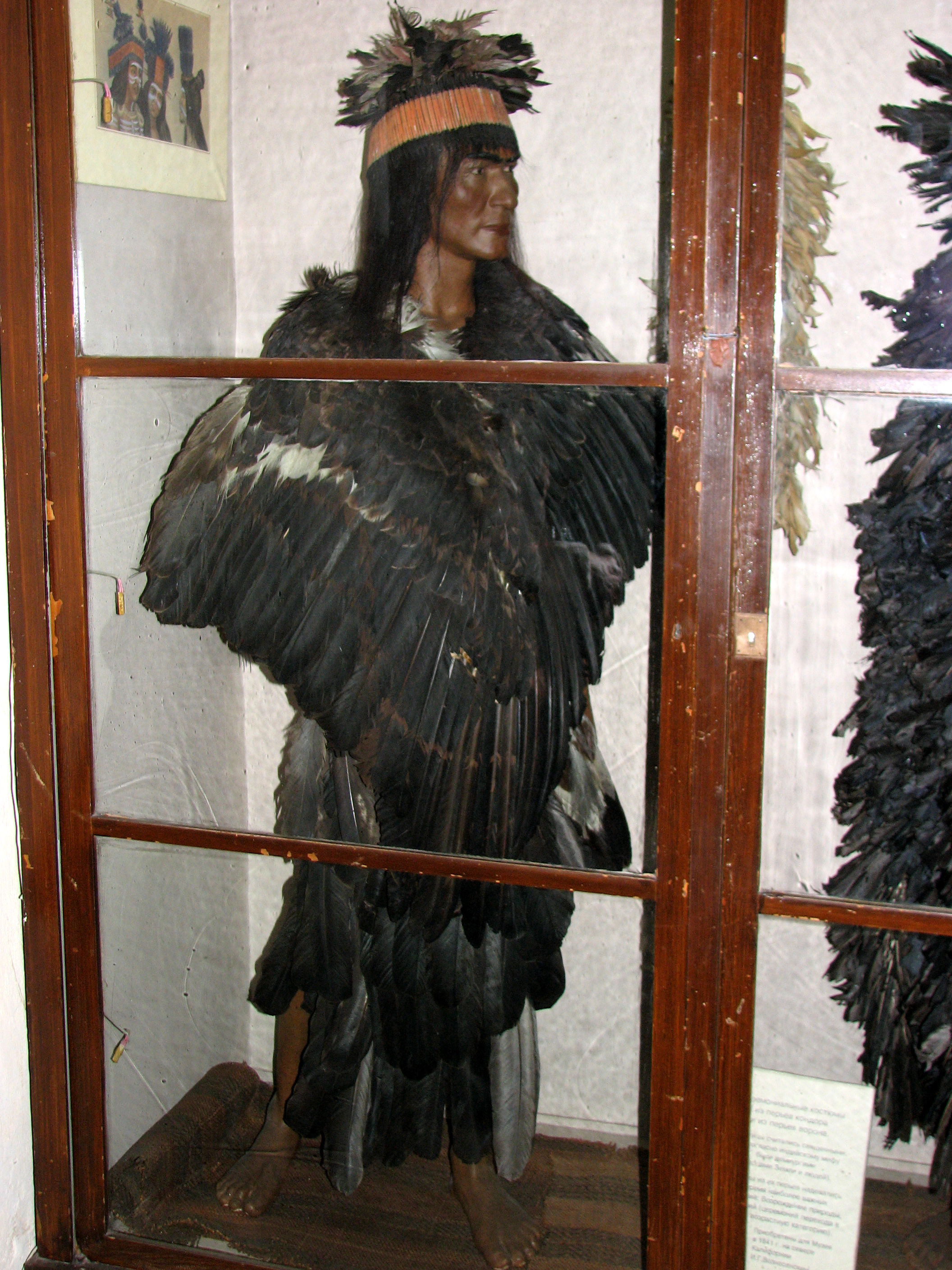
Kalifornien, Indianer mit Kondorschwingen (Kunstkammer, Sankt Petersburg)
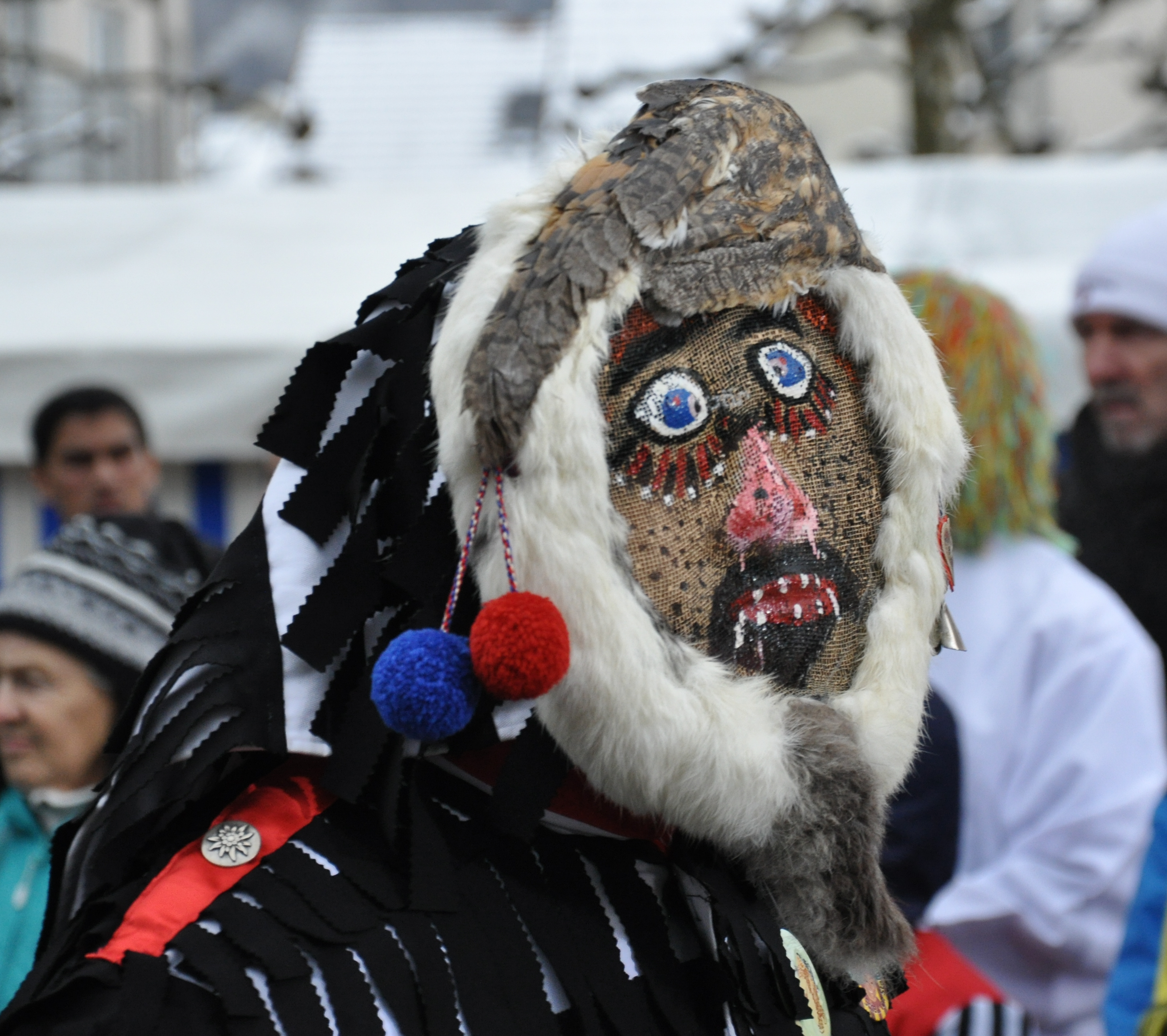
„Urzel“, Maske mit Vogelfell und Hasenfell (Sachsenheim, Landkreis Ludwigsburg, 2015)

## Belege
1. 1 2 3 4 5 6 7 8  
Fritz Schmidt: Das Buch von den Pelztieren und Pelzen. F. C. Mayer Verlag, München 1970, S. 388–391.
2. 1 2 3 4 5 6 7 8 9 10 11 12  
Paul Larisch, Paris: Das Kürschner-Handwerk (Larisch u. Schmid) , III. Teil, Zweite verbesserte Auflage, Selbstverlag, Berlin. Ohne Jahreszahl (wahrscheinlich 1910, neu aufgelegt 1924. Erstauflage Paris 1902), S. 83–84 (in der ersten Auflage S. 67–68).
3. 1 2 3 4 5 6 7 8 9 10 11 12 13 14 15 16 17  
Friedrich Kühlhorn: Die Verwendung der Feder und des Vogelbalges bei den Naturvölkern. Dr. Paul Schöps, Leipzig 1937, S. 8–55.
4. ↑  Eva Nienholdt: Pelz in der Tracht des frühen und hohen Millelalters. Kapitel II der Beitragsfolge: Pelz in der europäischen Kleidung - Vorgeschichtliche Zeit bis zur Gegenwart. In: Das Pelzgewerbe 1955 Nr. 3, Verlag Dr. Paul Schöps, Leipzig, S. 91.
5. ↑  Valentina Gorbatcheva, Marina Federova: Die Kunst Sibiriens (Kunst in Sibirien). Parkstone Press International, New York 2008, S. 138–139. ISBN 978-1-84484-564-4. → Abbildung in der englischen Werkausgabe
6. ↑  Adam Olearius (1603–1671): Drei Eskimos auf Besuch in Schleswig In: Sleswigland, 1985, Ausgabe 5.
7. 1 2  Dr. Eva Nienholdt: Männerpelze in den Volkstrachten. In: Das Pelzgewerbe Jg. XVII / Neue Folge 1966 Nr. 3, Hermelin-Verlag Dr. Paul Schöps, Berlin u. a., S. 131–133. Primärquelle für die Pelze der Samojeden: Beschreibung aller Nationen des russischen Reiches, 1776.
8. ↑  Fridtjof Nansen: Eskimo Life. Cambridge University Press, 27. Juni 2013. Abgerufen am 1. April 2015.
9. 1 2 3 4 5  
Jill Oakes, Rick Riewe: Die Kunst der Inuit-Frauen. Stolze Stiefel, Schätze aus Fell. Frederking & Thaler, München, S. 30, 48, 72, 73. ISBN 3-89405-352-6
10. ↑  Valeria Alia: Kunst und Kunsthandwerk in der Arktis. In: Wolfgang R. Weber: Kanada nördlich des 60. Breitengrades. Alouette Verlag, Oststeinbek 1991, ISBN 3-924324-06-9, S. 102.
11. ↑  Georg Ebert: Die Entwicklung der Weißgerberei. U. Deichertsche Verlagsbuchhandlung, Leipzig 1913, S. 14. Nach: Biart: Les Aztèkes Histoire, Moeurs, Costumes par lucien Biart. Bibliotheque Ethnologique, Paris 1885, S. 212.
12. ↑  The American Museum of Natural History : An introduction. 1972. Zuletzt abgerufen am 25. September 2015.
13. ↑  Der Kirschner, in: J. S. Halle: Werkstätten der heutigen Künste, Berlin 1762, siehe S. 313, S. 308, S. 321.
14. 1 2 3  
Alexander Tuma jun.: Die Praxis des Kürschners. Julius Springer, Wien 1928, S. 148, 149, 357.
15. ↑  Emil Brass: Aus dem Reiche der Pelze. 2. verbesserte Auflage. Verlag der „Neuen Pelzwaren-Zeitung und Kürschner-Zeitung“, Berlin 1925, S. 303.
16. 1 2 3 4 5 6 7 8 9 10  
Heinrich Hanicke: Handbuch für Kürschner, Verlag von Alexander Duncker, Leipzig, 1895, S. 40–43.
17. ↑  Marie Louise Steinbauer, Rudolf Kinzel: Marie Louise Pelze. Steinbock Verlag, Hannover 1973, S. 189–190.
18. ↑  http://www.marlenedietrich-filme.de:/ Sabina Lietzmann: Wiedersehen mit Marlene. Aus Frankfurter Allgemeine Zeitung vom 5. Mai 1960. Abgerufen am 26. März 2015.
19. ↑  https://www.youtube.com/ Marlene Dietrich im Schwanenpelz, live in Stockholm. Abgerufen am 26. März 2015.
20. ↑  Auskunft Barbara Schröter, Stiftung Deutsche Kinemathek (SDK) Museum für Film und Fernsehen Außenstelle Berlin-Marienfelde vom 18. April 2017.
21. ↑  J. Tscherkassow: Pelze aus Vogelfellen. In: Putz und Pelz, Heft 3, Verlag Die Wirtschaft, Berlin, März 2023, S. 22.
22. 1 2 3 4 5 6 7 8 9 10  
Emil Brass: Aus dem Reiche der Pelze. 2. verbesserte Auflage. Verlag der „Neuen Pelzwaren-Zeitung und Kürschner-Zeitung“, Berlin 1925, S. 855–859.
23. ↑  Erich Rutschke: Die Wildenten Europas – Biologie, Ökologie, Verhalten, Aula Verlag, Wiesbaden 1988, S. 279. ISBN 3-89104-449-6
24. 1 2 3 4 5 6 7  
K. H. C. Jordan: Nutztiere und tierische Rohstoffe. Akademische Verlagsanstalt Geest & Portig, Leipzig 1954, S. 136–137, 140–141.
25. ↑  Alexander Tuma: Pelzlexikon. XIX. Band der Pelz- und Rauchwarenkunde, Kaninhaar – Mittelbetrieb, Verlag Alexander Tuma, Wien 1950, Königseiderente S. 60.
26. ↑  
Friedrich Kramer: Vom Pelztier zum Pelz. 1. Auflage. Arthur Heber & Co, Berlin 1937, S. 102–103.
27. 1 2  
Christian Heinrich Schmidt: Die Kürschnerkunst. Verlag B. F. Voigt, Weimar 1844, S. 17.
28. 1 2  Arthur Hermsdorf: Neuheiten. In: Philipp Manes: Die deutsche Pelzindustrie und ihre Verbände 1900–1940, Versuch einer Geschichte. Berlin 1941 Band 4. Durchschrift des Originalmanuskripts, S. 396 (→ Inhaltsverzeichnis)
29. ↑  Friedrich Jäkel: Der Brühl von 1900 bis zum 2. Weltkrieg, 1. Fortsetzung. In: Rund um den Pelz Nr. 12, Dezember 1965, S. 66.
30. ↑  Alexander Tuma: Pelzlexikon. XVIII. Band der Pelz- und Rauchwarenkunde, Fachliteratur – Kaninfell, Verlag Alexander Tuma, Wien 1949, Grebes S. 76.
31. 1 2  
Redaktion: Die Gans als Objekt des Pelzhandels. In: Der Rauchwarenmarkt Nr. 47, Leipzig, 20. November 1936, S. 2.
32. 1 2 3  Paul Cubaeus: Das Ganze der Kürschnerei. 2. neu bearbeitete Ausgabe, A. Hartleben Verlag, Wien und Leipzig, ca. 1911.
33. ↑  Aus der Pfalz. In: Pfälzischer Kurier, 19. September 1872.
34. 1 2  
H. Werner: Die Kürschnerkunst. 1. Auflage. Bernh. Friedr. Voigt, Leipzig 1914, S. 81.
35. ↑  „M.“ (Philipp Manes): Von unterwegs. Kürschnergeschäft im hohen Norden. IV. Folge. In: Der Rauchwarenmarkt Nr. 96, Berlin und Leipzig, 12. August 1929.
36. ↑  Redaktion: Historische Pelzmodenschau in London. Heft 66/67, S. 5, 11. Juni 1932 und Kormoranmäntel. Heft 74, S. 3, 29. Juni 1932, In: Der Rauchwarenmarkt.
37. 1 2 3  
Emil Brass: Aus dem Reiche der Pelze. 1. Auflage, Verlag der „Neuen Pelzwaren-Zeitung und Kürschner-Zeitung“, Berlin 1911, S. 705–709.
38. ↑  Pelikanfelle. In: Der Rauchwarenmarkt Nr. 79, 7. April 1922, S. 3.
39. ↑  Hermann Deutsch: Die moderne Kürschnerei. Handbuch für den Kürschner, Färber, Bleicher, Zuschneider und Konfektionär. A. Hartleben’s Verlag, Wien und Leipzig 1930, S. 149
40. ↑  Das Kürschner-Handwerk. 1. Jahrgang, Nr. 3–4, Verlag von Larisch und Schmid, Wien Dezember 1902, S. 27
41. ↑  'James A. Kushlan & James A. Hancock: Herons. Oxford University Press, 2005, ISBN 0-19-854981-4 (englisch).
42. ↑  Charles Hanson jr.: The Swanskin. In: The Museum of the Fur Trade, Nr. 4, Winter 1976, S. 1–2 (englisch).
43. ↑  Friedrich Lorenz: Rauchwarenkunde, Verlag Volk und Wissen VEB, Berlin, 1958, S. 139.
44. ↑  Simon Greger: Die Kürschnerkunst. 4. Auflage, Bernhard Friedrich Voigt; Weimar 1883, S. 73–74. (130. Band der Reihe Neuer Schauplatz der Künste und Handwerke).
45. ↑  Das Färben und Appretiren der sämmtlichen Pelzwaaren von thierischen Fellen […]. Herm. Schrader’s Schriften, 24. Bdchn., Leipzig 1863.
46. ↑  Friedrich Justin Bertuch (Verleger): Bilderbuch für Kinder, Weimar um 1800
47. ↑  Theodor Ruf: Die Schöne aus dem Glassarg: Schneewittchens märchenhaftes und wirkliches Leben. Königshausen & Neumann, 1995, ISBN 3-88479-967-3, S. 109.
48. ↑  F. Ilwof: Tauschhandel und Geldsurrogate in alter und neuer Zeit. Verlag Leuschner & Lubensky, Graz 1882 (Primärquelle).
49. ↑  Inge Prokot, Peter Spielmann: Stelen Objekte Fotos - eine retrospektive Übersicht. Inge Prokot. Museum Bochum, Kunstsammlung, 8. April 1978 bis 15. Mai 1978, ISBN 3-8093-0036-5.
50. ↑  Paul Larisch, Josef Schmid: Das Kürschner-Handwerk. 1. Jahrgang, Nr. 3–4, Verlag von Larisch und Schmid, Wien Dezember 1902, S. 27
51. ↑  John Lahs, Georg von Stering-Krugheim: Handbuch über Wildhäute und Felle. Von der Firma Allgemeine Land- und Seetransportgesellschaft Hermann Ludwig, Hamburg (Hrsg.), Hamburg 1956, S. 237.
52. ↑  Hermann Schrader: Das Färben und Appretiren der sämmtlichen Pelzwaaren von thierischen Fellen als von Hasen, Katzen, Bären, Füchsen, Hunden, Kaninchen etc., so schön und ächt, wie es der Luxus der gegenwärtigen Zeit erfordert. Desgleichen Anweisung zum Färben in allen beliebten Farben, der Schafwoll-, Lamm- und Angora-Felle, der sogenannten Schwanfabrikate, Federn etc. Ueber Appretiren und Aufbewahren aller dieser Gegenstände. Anleitung über die neue verbesserte Darstellung der Anilinpräparate zur billigsten Erzeugung der schönsten rothen, violetten und blauen Farben. Nach den neuesten Erfahrungen in England, Frankreich und Belgien, alles erprobt durch eigene praktische Versuche vom Verfasser. C. F. Amelang's Verlag, Leipzig, 1863, S. 79–82.
53. 1 2  
Charles Hanson jr.: The Swanskin. In: The Museum of the Fur Trade. Vol. 12, Nr. 4. Chadron, Nebraska 1976, S. 1–2 (englisch).
54. ↑  Jedeiah Morse: A Complete System of Geographie. Boston, 1814 (83 weitere Pelzarten werden aufgeführt). Sekundärquelle Charles Hanson jr.
55. ↑  Shipments Vol. 2 (16.410) und Receiving Book Vol. 6 (16.406), American Fur Papers, New York Historical Society, New York. Sekundärquelle Charles Hanson jr.